# Liebe

Archetypische Liebhaber Romeo und Julia, Frank Dicksee (1884)

Liebe (über mittelhochdeutsch liep, „Gutes, Angenehmes, Wertes“ von indogermanisch *leubh- gern, lieb haben, begehren) ist eine Bezeichnung für stärkste Zuneigung und Wertschätzung.
Nach engerem und verbreitetem Verständnis ist Liebe ein starkes Gefühl, mit der Haltung inniger und tiefer Verbundenheit zu einer Person (oder Personengruppe), die den Zweck oder den Nutzen einer zwischenmenschlichen Beziehung übersteigt und sich in der Regel durch eine entgegenkommende tätige Zuwendung zum anderen ausdrückt. Liebe kann unabhängig davon empfunden werden, ob sie erwidert wird oder nicht.
Insbesondere in der Entwicklung eines heranwachsenden Menschen ist die Erfahrung liebender Zuwendung unabdingbar. Absoluter Mangel an Liebe führt beim Kind zu Hospitalismus. Fehlentwicklungen der Liebesfähigkeit sind im Sinne des „reinen“ Liebesbegriffes das Besitzdenken (Eifersucht) oder verschiedene Formen der freiwilligen Abhängigkeit bzw. Aufgabe der Autonomie bis hin zur Hörigkeit.

## Begriffliches
In anderen Sprachen werden verschiedene Begriffe unterschieden. So kennt beispielsweise das Koine-griechische und damit die Bibel neben der Eros-Liebe (ἔρως) die Begriffe der Freundes- oder Nächstenliebe (φιλία Philia, auch Bruderliebe: φιλαδελφία Philadelphia) und der aufopferungsbereiten, göttlichen Liebe (ἀγάπη Agape), die beide in keiner Weise sexuell konnotiert waren. (vgl. Joh. 21,15 ) Dazu kommt noch στοργή (Storge), der poetisch gebrauchte Begriff für Liebe, besonders für jene zwischen Eltern und Kind.
Im Latein wird zwischen diligo, altgriechisch αγαπώ auf der einen und amo auf der anderen Seite unterschieden, wobei letzteres auch für φιλεῖν gebraucht wird. Der Dichter Catull (1. Jahrhundert v. Chr.) unterscheidet in seinem carmen 78 diligere, das er mit innerfamilialer Zuneigung assoziiert, vom deutlich erotisch getönten amare und schließlich von benevelle, das in die Sphäre der Freundschaft gehört und Stetigkeit, Verlässlichkeit und Treue impliziert.

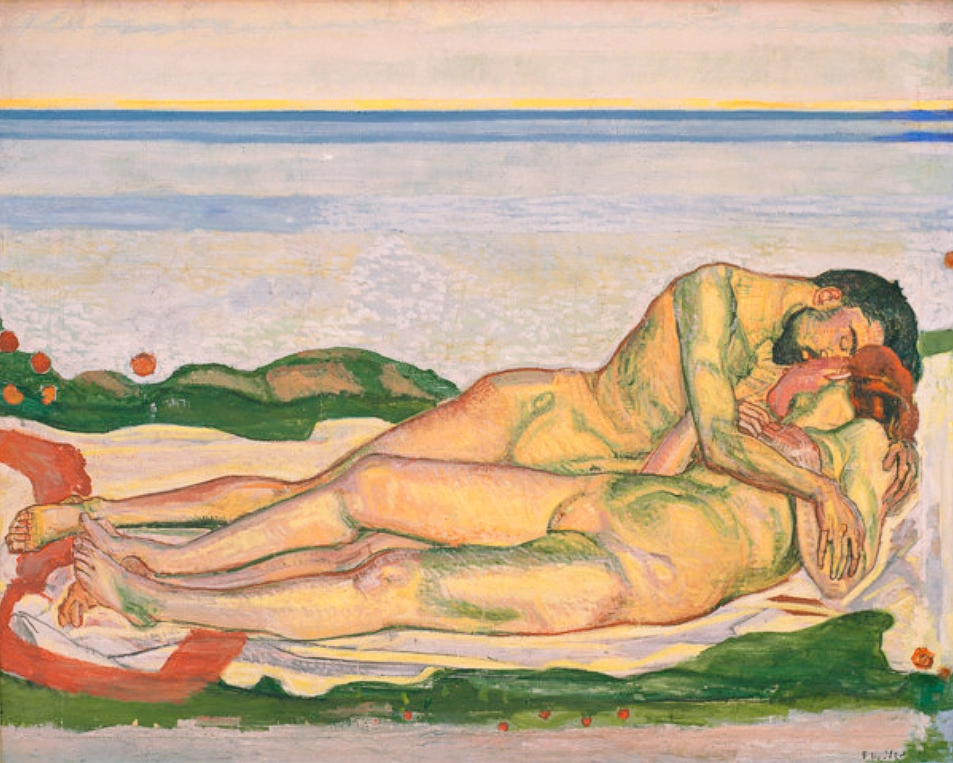
„Die Liebe“ (1904), Bild aus dem Zyklus zur Liebe von Ferdinand Hodler

Die deutsche Sprache kennt diese Unterscheidung nicht. So wird hier nicht unterschieden, ob es sich um eine tiefe Zuneigung innerhalb eines Familienverbundes (Elternliebe, Geschwisterliebe), eine Geistesverwandtschaft, oder aber um ein körperliches Begehren handelt. Allein dieses Begehren ist als körperliche Liebe eng mit der Sexualität verbunden, die jedoch nicht unbedingt auch ausgelebt zu werden braucht (vgl. platonische Liebe).
Ausgehend von dieser ersten Bedeutung wurde der Begriff in der Umgangssprache und in der Tradition schon immer auch im übertragenen Sinne verwendet und steht dann allgemein für die stärkste Form der Hinwendung zu anderen Lebewesen, Dingen, Tätigkeiten oder Ideen. Diese allgemeine Interpretation versteht Liebe also zugleich als Metapher für den Ausdruck tiefer Wertschätzung.
Kulturgeschichtlich und historisch ist „Liebe“ ein schillernder Begriff, der nicht nur in der deutschen Sprache in vielfältigen Kontexten und in den unterschiedlichsten Konnotationen verwendet wird. Das Phänomen wurde in den verschiedenen Epochen, Kulturen und Gesellschaften unterschiedlich aufgefasst und erlebt. Jede Zeit und jeder soziale Verband setzt je eigene Verhaltensregeln für den Umgang mit der Liebe. Daher können die Bedeutungsebenen der Liebe zwischen der sinnlichen Empfindung, dem Gefühl und der ethischen Grundhaltung wechseln.
Liebe wird schließlich von der Verliebtheit unterschieden. Verliebtheit ist in ihrem sehnsüchtigen Begehren vor allem auf das Wohl der verliebten Person selbst ausgerichtet, während Liebe das Wohl der geliebten Person oder Sache sucht – sogar über das Maß des Eigennutzes hinaus.
Ebenso vielschichtig wie die Bedeutungen der Liebe sind die Bedeutungen ihrer Antonyme. Im Hinblick auf die emotionale Anziehung zwischen Personen ist es der Hass. Im Sinne der Abwesenheit von Liebe kann aber auch die Gleichgültigkeit als Antagonismus angesehen werden.

## Liebe als intersubjektive Anerkennung
Liebe wird häufig als eine auf den freien Willen gegründete Beziehung zwischen zwei Personen gesehen, die ihren Wert nicht im Besitz des adressierten Objekts findet, sondern sich im dialogischen Raum zwischen den Liebenden entfaltet. Die Liebenden erkennen einander in ihrer Existenz wechselseitig an und fördern sich „zueinander strebend“ gegenseitig.
Liebe wird teilweise als anomisches und entgrenzendes Gegenmodell zu den Beschränkungen, Anforderungen, Funktionalisierungen und Ökonomisierungen der menschlichen Alltags- und Arbeitswelt aufgefasst. Liebe ist kein bewusster oder rationaler Entschluss der Liebenden; gleichwohl ist sie nicht irrational.
Im Sinne des Diskurses der Anerkennung (zum Beispiel John Rawls, Axel Honneth) enthält Liebe die von Hegel betonte „Idee der wechselseitigen Anerkennung“, was ihr ein moralisches Fundament verleiht. Liebe ist daher für Honneth neben dem Recht und der Solidarität eines der drei „Muster intersubjektiver Anerkennung“. Liebe zeichnet sich demnach in Freundschaften und in auf Liebe gegründeten Beziehungen durch emotionale Zugewandtheit und Wohlwollen aus. Das praktische Erleben von Liebe ermöglicht Selbstvertrauen und ist identitätsstiftend. Das heißt, dass im Sozialisationsprozess Forderungen an Identitätsbildung geltend gemacht werden. Zu deren Erfüllung leistet Liebe einen Beitrag, indem einer Person positive Eigenschaften zugeordnet werden und die Persönlichkeit Zustimmung erfährt. Somit bestärkt die durch Liebe erfahrene soziale Anerkennung die Herausbildung einer intakten Identität. Darüber hinaus unterscheidet beziehungsweise erweitert die moralische Grundierung Liebe auch vom reinen Trieb.

## Liebesbegriffe in der Antike
| A2 |

| A2 |

| N36 |

| N36 |

| U6 |

| U7 |

| U6 |

| U7 |

Die ägyptische Antike hat Schriftzeugnisse hinterlassen, die einem gänzlich von dem unseren verschiedenen Sprachkonzept folgen, während die mündlichen Äußerungen dieser Sprache nur mühsam rekonstruiert werden können. Immerhin sind einige Zeichen, wie nebenstehend, bekannt. (Siehe Gardiner-Liste)
Altgriechisch unterscheidet mehrere Wörter für Liebe. Zwar war es historisch teilweise schwierig, die Bedeutungen dieser Wörter vollständig zu trennen; so hat der altgriechische Text der Bibel Beispiele dafür, dass das Verb agapao (ἀγαπάω) ähnlich wie phileo (φιλέω) verstanden werden konnte. Doch wird die abendländische Auffassung von Liebe von der Dreiteilung der antiken Terminologie geprägt. Diese umfasst drei Begriffe, die unterschiedliche Formen von Liebe bezeichneten:
- Éros – bezeichnet die sinnlich-erotische Liebe, das Begehren des geliebten Objekts, den Wunsch nach Geliebt-Werden, die Leidenschaft, aber nach Plato auch die begeisterte Liebe, die auf ein höheres Ziel gerichtet werden soll.
- Philía – bezeichnet die Freundesliebe, wie auch die Bruderliebe.
- Agápe – bezeichnet die selbstlose und fördernde Liebe, auch Nächstenliebe und Feindesliebe.

Daneben gab es noch Verwandtschaft oder Vertrautheit (auf Griechisch στοργή storge). Wie nah sich die Begriffe waren, zeigt sich wohl darin, dass dem Middle Liddell zufolge ἀγαπάω in antiken Texten mit „liebevoll behandeln, liebkosen, lieben“ zu übersetzen ist. Später wird in Markus 12,31  dieses Wort für eine Übersetzung des hebräischen אָהֵב [ahev] gebraucht.
Dieser hebräische Begriff, den Jesus hier im Gebot, „Liebe Deinen Nächsten, wie dich selbst“ aus 3. Mose 19,18  zitiert, unterscheidet wiederum nicht zwischen Nächstenliebe, innerfamiliärer Liebe und dem sexuellen Aspekt, der wiederum jedoch meist mit einem ganzheitlichen, also auch aktiv handelnden Erkennen יָדַע [jada], wie in Gen. 4,1  ausgedrückt wird.
Die lateinische Sprache hat verschiedene Wörter, die ins heutige deutsche Wort „Liebe“ übersetzt werden können. Amo ist das grundlegende Verb, das „ich liebe“, mit dem Infinitiv amare (lieben), wie es heute noch auf Italienisch heißt. Die Römer benutzten es sowohl im Sinne einer innig wohlwollenden Zuwendung, als auch im Sinne sexuellen Begehrens. Das entsprechende Substantiv ist amor (die Bedeutung dieses Begriffs für die Römer wird dadurch deutlich, dass der Name der Stadt Rom – lateinisch: Roma – ein Anagramm für amor ist, das in der Antike in weiten Kreisen als geheimer Name der Stadt verwendet wurde) und auch in der Pluralform verwendet wird, um Liebesaffären oder sexuelle Abenteuer anzuzeigen. Dieselbe Wurzel produziert auch amicus (Freund) und amicitia (Freundschaft, oft zum gegenseitigen Vorteil, womit es manchmal eher „Verschuldung“ oder „Einfluss“ entspricht). Cicero schrieb eine Abhandlung mit dem Titel Laelius de amicitia, die den Begriff ausführlich diskutiert. Ovid schrieb einen Leitfaden zur Datierung mit dem Namen Ars amatoria (Die Kunst der Liebe), der alles von außerehelichen Angelegenheiten bis hin zu überfürsorglichen Eltern behandelt.
Die genauen Bedeutungen und Schwerpunkte der Begriffe haben sich im Laufe der Zeit verändert, sodass – im Gegensatz zum ursprünglich Gemeinten – unter „platonischer Liebe“ heute ein rein geistig-seelisches Prinzip ohne körperliche Beteiligung und Besitzwunsch verstanden wird, dem das leiblich-erotische Modell von geschlechtlicher Liebe schroff gegenübergestellt wird.
Im Laufe der Zeiten wurden diese Grundformen der Liebe immer wieder differenziert. So bezeichnet man manchmal die spielerisch-sexuelle Liebe als ludus, die besitzergreifende Liebe als mania und die auf Vernunftgründen basierende Liebe als pragma. Ein besonderes Liebesverhältnis stellt in theistischen Religionen auch jenes zwischen der erbarmenden Liebe Gottes zu den Menschen und der verehrenden Liebe der Menschen zu Gott dar (Oberbegriff für beides ist Gottesliebe).
In Anlehnung an diese Dreiteilung kann man die Ausprägungen des Phänomens der Liebe in Empfindung, Gefühl und Haltung unterscheiden:

## Liebesgefühle
Unter Liebesgefühlen versteht man ein komplexes, vielfältiges Spektrum unterschiedlicher Empfindungen und Haltungen gegenüber verschiedenen Arten möglicher Liebesobjekte, in denen die sinnlich-erotische Komponente nur sekundär von Bedeutung ist. Sie führen zu einer Hinwendung und Zuwendung zum anderen, dem Wertschätzung, Aufmerksamkeit und Zärtlichkeit geschenkt werden.
Sympathie, Freundschaft, Fürsorge und emotionale Liebe sind Erscheinungen, in denen Liebesgefühle eine große Rolle spielen. Ebenso können die kontemplative Liebe (zum Beispiel zur Natur), die aktive sorgende Liebe um den Nächsten (Karitas), die religiöse bzw. mystische Liebe und das Mitleid hierzu gerechnet werden.

## Liebeshaltung
Dies bezeichnet die innere Haltung gegenüber der geliebten Person, um ihrer selbst willen zu handeln und durch das eigene Verhalten deren Wohlergehen und Glück zu befördern.

## Art des Liebesobjekts
- Selbstliebe: Selbstliebe wird in der Regel als immer vorhanden angesehen; von einigen auch als die Voraussetzung zur Fähigkeit zum Lieben und zur Nächstenliebe angesehen, wobei nach Auffassung Erich Fromms (1900–1980) Selbstsucht Selbsthass bedeute. Selbstsucht äußere sich in der Liebe durch besitzgieriges Interesse. Fromm behauptete weiterhin, dass zu starke Selbstlosigkeit keine Tugend sei, sondern ein Symptom, durch das unbeabsichtigter Schaden entstehen könne. Körperliche Selbstliebe wird auch als Masturbation ausgelebt, welche die sexuelle Entwicklung fördere.[8] Überhöhte Eigenliebe oder pathologische Eigenliebe wird als Narzissmus bezeichnet.
- Partnerliebe: Die geschlechtliche Liebe kann in gegengeschlechtliche (Heterosexualität) und gleichgeschlechtliche Liebe (Homosexualität) unterschieden werden und findet oft in Liebesbeziehungen Ausdruck, für die in heutigen europäischen Kulturen das Ideal der Partnerschaft betont wird, vermischt mit dem angeblich höfischen Ideal der romantischen Liebe, das wohl tatsächlich erst der Romantik entstammt. Robert C. Solomon hält die romantische Liebe dementsprechend für nichts, was dem Menschen grundsätzlich inhärent wäre, sondern für ein Konstrukt moderner westlicher Kulturen.[9] In der Gesellschaft hat die eheliche Liebe häufig eine institutionell bedeutsame Rolle und nimmt oftmals Exklusivität für sich in Anspruch (siehe Monogamie). Nicht auf exklusiven Zweierbeziehungen beruhende Liebesmodelle (Polygamie) spielen in außereuropäischen Kulturen und in den letzten Jahrzehnten in seltenen Fällen auch im Westen („Polyamorie“), z. B. in subkulturellen Lebensformen, eine Rolle.

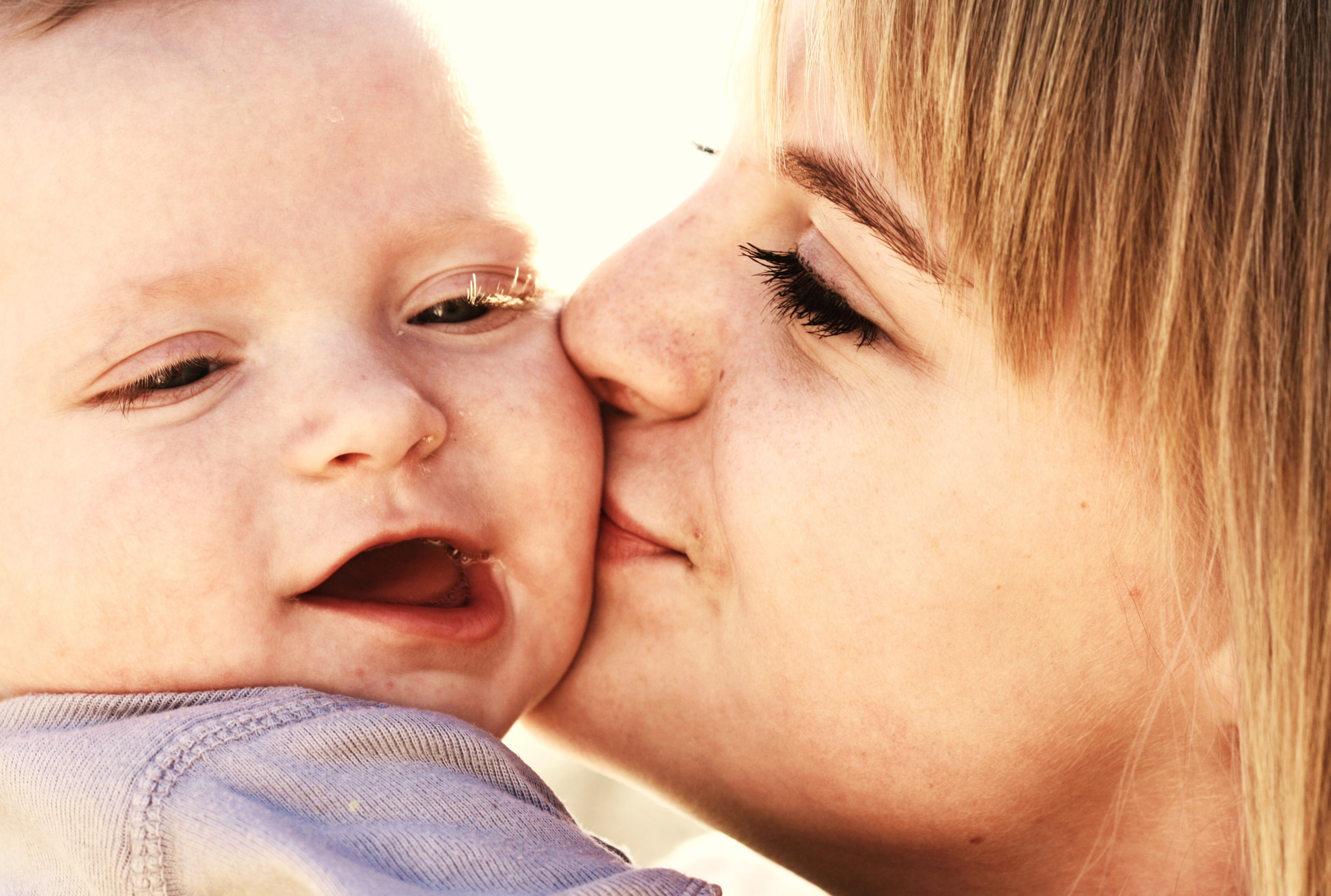
Familiäre Liebe

- Familiäre Liebe: Neben der partnerschaftlichen Liebe sind insbesondere die Liebe zwischen (engen) Verwandten (Vaterliebe, Mutterliebe, Kindesliebe) und die Freundesliebe in menschlichen Gemeinschaften von größter Bedeutung.
- Nächstenliebe: Die Nächstenliebe gilt im Sinne von Religion und Ethik primär den Bedürftigen, während die Philanthropie sie zur allgemeinen Menschenliebe ausdehnt (vgl. Menschlichkeit). Die Feindesliebe ist eine im Neuen Testament auf Feinde bezogene Nächstenliebe, die oft als christliche Besonderheit gilt, aber auch in anderen Religionen vorkommt – so zum Beispiel im hawaiischen Hoʻoponopono, bei dem sie sich als „den anderen loslassen“ ausprägt. Ein weiteres Konzept ist das Konzept der Fernstenliebe.[10][11]
- Objekt- und Ideenliebe: Insbesondere in jüngerer Zeit ins Zentrum gesellschaftlicher Begriffe gerückt sind in westlichen Kulturen auch Tierliebe oder die Liebe zur Natur. In der weitesten sprachlichen Auslegung „liebt“ man darüber hinaus seine Hobbys oder Leidenschaften und kann diese dann auch als Liebhaberei oder Vorlieben bezeichnen. Auch Ideale können demnach geliebt werden, etwa durch den Begriff „Freiheitsliebe“ dargestellt, aber auch Zugehörigkeiten wie Vaterlandsliebe (Patriotismus).
- Gottesliebe: Eine besondere Rolle nimmt die Gottesliebe ein, in ihrer allgemeinen Form die in verschiedenen (keinesfalls allen) Religionen vorausgesetzte Liebe Gottes zu seiner Schöpfung und insbesondere dem Menschen. Der gleiche Begriff bezeichnet auch die Liebe zu einem Gott.
- „Objektlose Liebe“: Liebe als Grundhaltung benötigt für christliche Mystiker wie Meister Eckhart kein Objekt. Liebe wird hier als bedingungsloses Öffnen verstanden. Der Philosoph und Metaphysiker Jean Émile Charon bezeichnet diese „universale“ Liebe als „Finalität der Evolution“ und „Selbsttranszendenz des Universums“.

## Ausdrucksformen

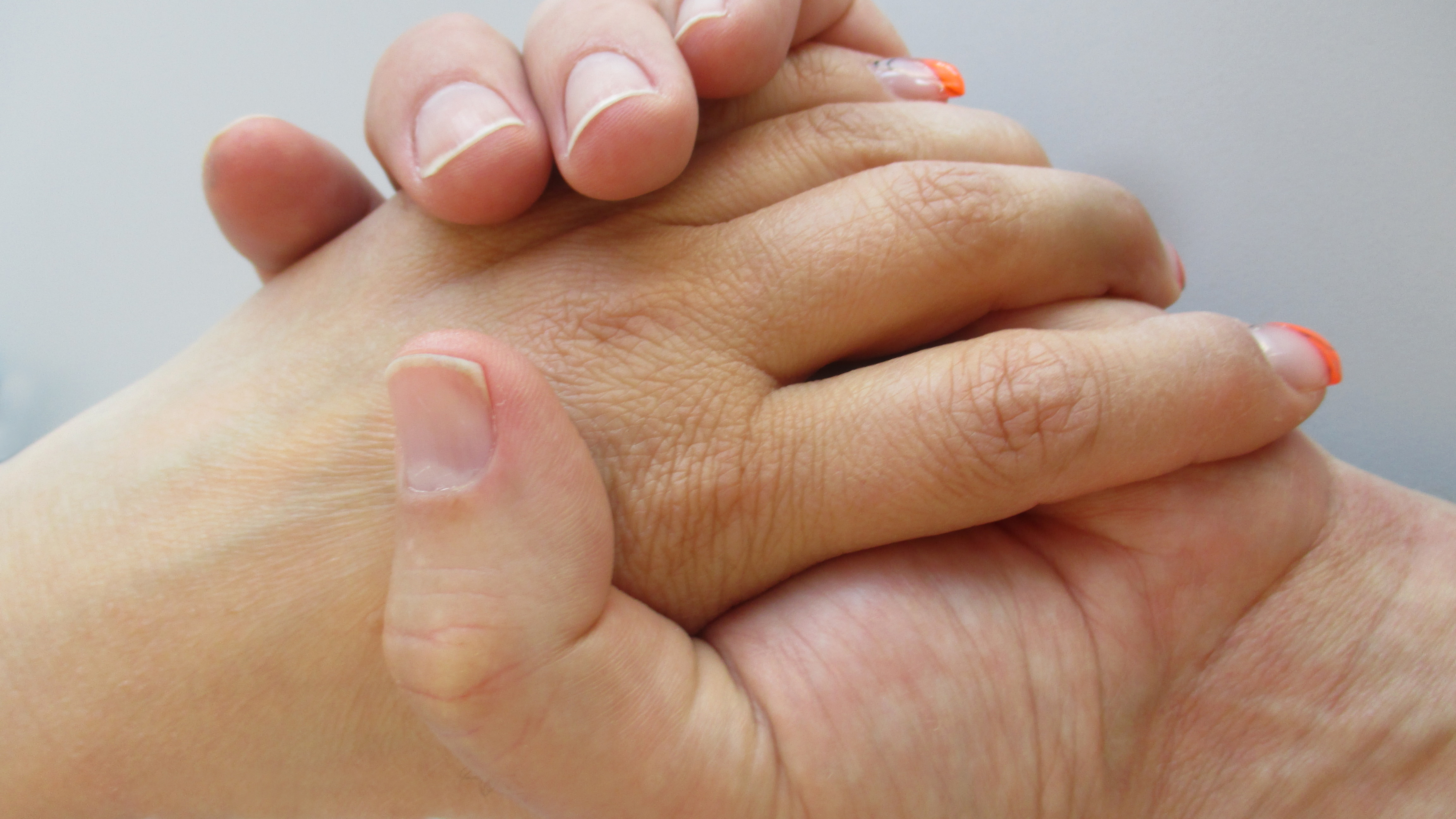
Händehalten als Form der Verbundenheit und Liebe

Liebe, insbesondere Verliebtheit („Verliebtsein“) kann sich nonverbal, etwa durch Blicke, Mimik, Unruhe oder Körperhaltung ausdrücken. Beruht die Liebe auf Gegenseitigkeit, drückt der Mensch sie durch Zärtlichkeiten, insbesondere Küssen und Berührungen wie das Händchenhalten aus. Die körperliche Vereinigung kann dabei als intimste Ausdrucksform der Liebe dienen. Verbale Ausdrucksformen sind in erster Linie Bezeichnungen der oder des Geliebten, meistens in Form von Komplimenten und Koseworten bzw. Kosenamen wie „Liebling“ oder „Schatz“.
Besondere, konventionelle Formen sind die „Liebeserklärung“ oder der Liebesbrief, die auch in der Literatur eine besondere Würdigung erfuhren. Auch Rituale wie die Verlobung oder Symbole wie der Verlobungsring gehören hierzu.
Das Ideal einer „Liebe als Verehrung“ unter Ausschluss einer konkreten körperlichen Beziehung gehört eher in die (Literatur-)Geschichte und fand dort eine besondere Form in der sogenannten „hohen Minne“, ein Begriff, den Walther von der Vogelweide als Gegenbegriff zur „nideren minne“, also der körperlich erfüllten Minne, verwendet. In dieser poetischen Form der Liebe bleibt die „frouwe“ unerreichbar. Für Evangelia Tsiavou enthält die höfische Liebe unter Bezugnahme auf Niklas Luhmann eine stark masochistische Komponente.

## Kulturelle Symbole für Liebe

### Herz

Herzform, auch Symbol für Liebe

Die Herzform (♥) ist ein Ideogramm, das die Idee des „Herzens“ in seinem metaphorischen oder symbolischen Sinn als Zentrum der Emotionen, einschließlich Zuneigung und Liebe, besonders der romantischen Liebe, ausdrückt. Das „verwundete Herz“, das die Liebeskrankheit anzeigt, wurde als Herzsymbol dargestellt, das mit einem Pfeil durchbohrt wurde (Amors), oder als Herzsymbol, das in zwei oder mehr Teilen „gebrochen“ wurde.
Die Kombination der Herzform und ihrer Verwendung innerhalb der Herzmetapher entwickelte sich am Ende des Mittelalters, obwohl die Form in vielen epigraphischen Denkmälern und Texten bereits in der Antike verwendet wurde. Mit möglichen frühen Beispielen oder direkten Vorgängern im 13. bis 14. Jahrhundert entwickelte sich im 15. Jahrhundert das bekannte Symbol des Herzens, das die Liebe darstellt, und wurde in Europa im Laufe des 16. Jahrhunderts populär. Seit dem 19. Jahrhundert wird das Symbol oft auf Valentinstags-Karten, Süßigkeitenschachteln und ähnlichen populären Kulturartefakten als Symbol für romantische Liebe verwendet.

### Claddagh

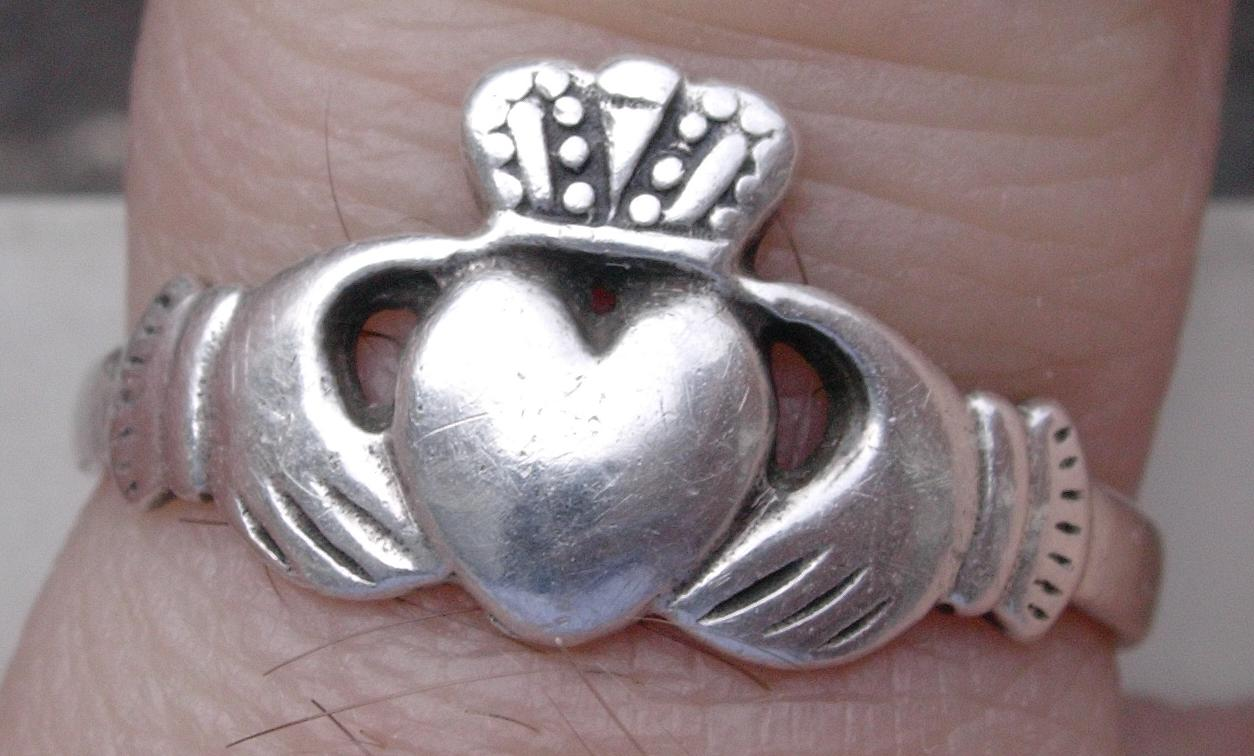
Claddagh-Ring

Der Claddagh-Ring (Gaeilge: fáinne Chladaigh) ist ein traditioneller irischer Ring, der für Liebe, Loyalität und Freundschaft steht (die Hände stehen für Freundschaft, das Herz für Liebe und die Krone für Loyalität).
Die Gestaltung und die damit verbundenen Bräuche stammen aus dem gleichnamigen irischen Fischerdorf in Galway. Der Ring, wie heute bekannt, wurde erstmals im 17. Jahrhundert hergestellt. Der Legende von Claddagh nach fischte ein junger Mann namens Richard mit anderen Männern aus seiner Familie auf See, als sie von Piraten gefangen und als Sklaven nach Afrika gebracht wurden. Jahre vergingen, viele der irischen Fischer starben und Richard war unglücklich, weil er nur zu seiner Geliebten zurückkehren wollte, die in Irland war. Um seinen Geist aufrechtzuerhalten und die Hoffnung in seinem Herzen zu erhalten, stahl Richard jeden Tag einen winzigen Fleck Gold von seinen Sklavenmeistern in der Goldschmiede, wo er die Feuer pflegte. Jahre vergingen, und mit seinen kleinen Goldstücken konnte er endlich einen Ring anfertigen. Es war seine Hoffnung, dass er trotz allem, was fast unmöglich schien, in sein Dorf zurückkehren und den Ring seiner wahren Liebe schenken würde.

### Amor

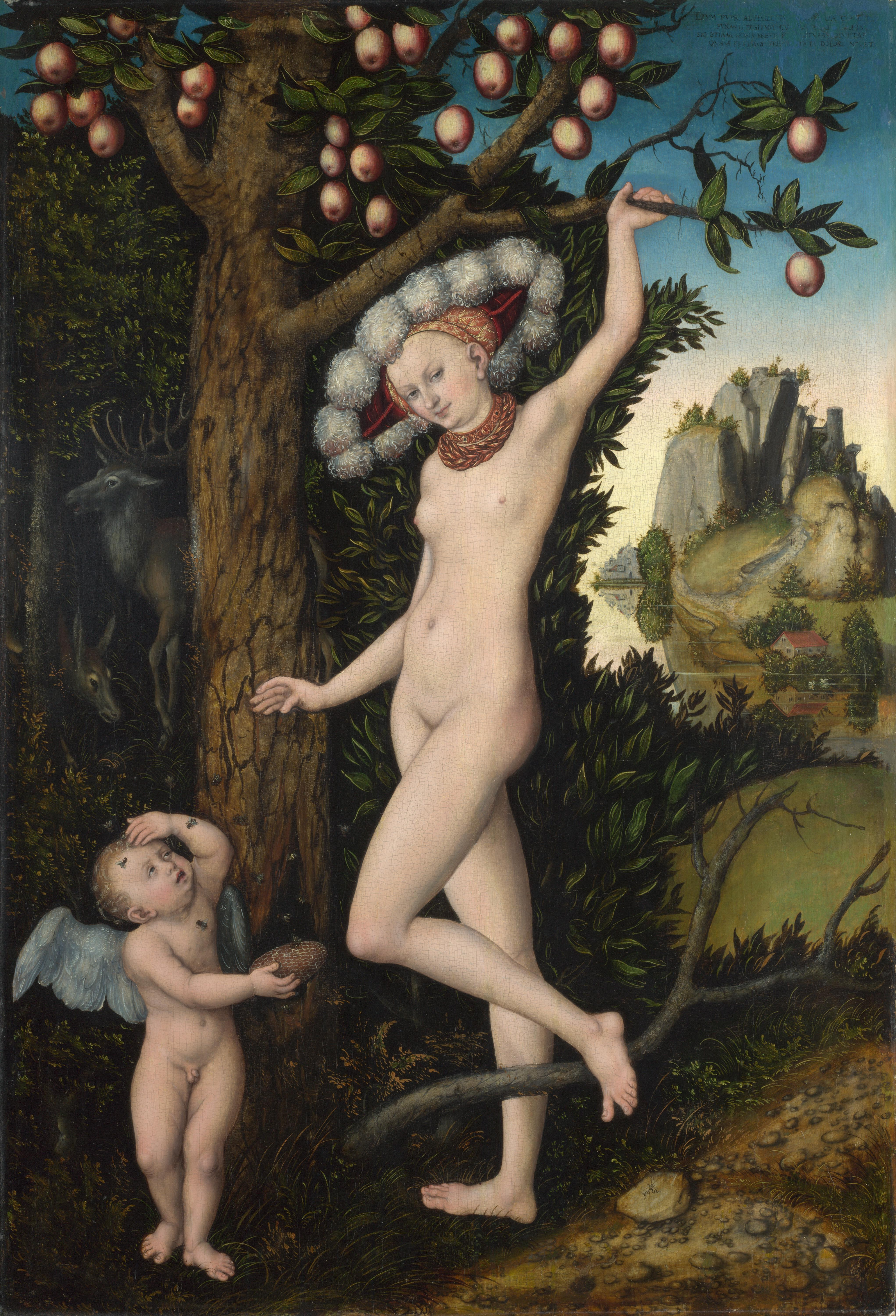
Lucas Cranach der Ältere: Amor beklagt sich bei Venus, ca. 1525

Amor ist eines der berühmtesten Liebessymbole. Er wird oft dargestellt als neckisches, geflügeltes Kind mit Pfeil und Bogen. Die Pfeile bedeuten Wünsche und Emotionen der Liebe, und Amor zielt diese Pfeile auf Götter und Menschen, wodurch sie sich tief verlieben. Amor hat immer eine Rolle bei den Feierlichkeiten der Liebe und der Liebenden gespielt. Im alten Griechenland war er bekannt als Eros, der junge Sohn der Aphrodite, der Göttin der Liebe und Schönheit.

### Rote Rose
Die alten Griechen behandelten die Rose als heiliges Wahrzeichen der Schönheit der Aphrodite. Nach einer alten Legende wuchs die rote Rose aus dem Blut des Gottes Adonis. Die Rose wird auch mit römischen Gottheiten wie Hekate und Bacchus sowie den Drei Grazien in Verbindung gebracht.

### Schwan
Schwäne haben viele verschiedene Bedeutungen in Mythos und Folklore. Sie symbolisieren neben Freiheit, Gemeinschaft und Loyalität insbesondere (monogame) Liebe und Treue. Der Schwan ist ein weiteres Symbol der Jungfrau Maria und steht für ihre Reinheit und Liebe. Nach englischer und keltischer Tradition ist der Schwan ein mächtiges und uraltes Krafttier. Hier wird der Schwan mit Göttinnen des Heilwassers in Verbindung gebracht.

## Historische Evolution des Begriffes der geschlechtlichen Liebe

### Antike
In der antiken Welt war die Sexualmoral von keinerlei religiösen Tabus berührt. Das gilt auch für die gleichgeschlechtliche Liebe, für die die Lebensverhältnisse der griechischen Kriegergesellschaft begünstigende Rahmenbedingungen bot. In dieser männerzentrierten Gesellschaft war der Umgang mit weiblichen Mitgliedern der eigenen Gesellschaftsschicht auf ein Minimum beschränkt, während der freie sexuelle Verkehr mit Sklavinnen von Gefühlen weitgehend frei war. Erst im Hellenismus entstehen heterosexuelle Ehenormen, die sich z. B. in den Komödien des Menander niederschlagen. Für das frühe Rom als Ackerbaugesellschaft erschienen die wichtigen Fruchtbarkeitskulte immer durch orgiastische Ausschweifungen gefährdet. Die Liebesgöttin Venus wurde in diesem Sinne enterotisiert und „domestiziert“, die Kulte wurden durch Integration in den Staatskult entschärft, die individuellen Bedürfnisse wurden stärker durch einen sozialen Verhaltenskodex normiert und die Ehe wurde entsexualisiert. Jede Form starker emotionaler Zuneigung erschien problematisch für die Erhaltung der virtus, der männlichen Tugend, und stellte die Einhaltung der staatsbürgerlichen Pflichten in Frage. Die Liebe spielte also eine untergeordnete Rolle; die Rolle der ehelichen Sexualität hingegen war auf die Zeugung legaler Erben festgelegt. Die Ehe wurde zum Rechtsgeschäft. Manchmal waren monogame Konkubinate sogar häufiger als vollgültige Ehen, da bei Konkubinaten auf Rangunterschiede keinerlei Rücksicht genommen werden musste und Emotionen eine größere Rolle spielten; doch waren Unfreie selbst vom Konkubinat ausgeschlossen.
In der christlich geprägten Spätantike eröffnete die zunehmende Sexualunterdrückung den Weg zu neuen Formen sublimierter Erotik, z. B. im Rahmen asketischer Lebensformen. Die christliche Forderung nach dem Vorrang der Gottesliebe (z. B. bei Augustinus) konfligierte mit den Ansprüchen der Familie und eröffnete mit der Durchsetzung des Vorrangs des individuellen spirituellen Heils gegenüber dem Wohlergehen der Familie den Weg zur (freilich viel später erfolgenden) Individualisierung der Gesellschaft. Mit seiner Lehre, dass den Frauen nicht ihre Jungfräulichkeit per se, sondern ihre Liebe zu Christus den Himmel öffnen würde, wollte Augustinus offenbar verheiratete Frauen aufwerten und die Situation von Witwen verbessern. Doch die emanzipativen Wirkungen des neuen Glaubens wurde bald durch die Kirchenväter gebremst, die die Natur der Frau mit dem Teufel in Verbindung brachten.

### Mittelalter
Unter dem Einfluss des Christentums entwickelte sich die Ehe bis zum 10. Jahrhundert zur religiösen Institution. Für das vom Christentum geprägte frühe Mittelalter waren Körperfeindlichkeit und die Eindämmung der Geschlechtlichkeit des Menschen geradezu kulturbestimmend. Alle nicht institutionell gebundene geschlechtliche Liebe war als „Sünde“ gebrandmarkt. Erst ab dem späten 11. und dem 12. Jahrhundert kam es zur Ausbildung emotionaler Formen, die der Liebe im antiken und heutigen Sinn nahekommen. Dass der deutliche Bruch des frühen Mittelalters mit den antiken erotischen Traditionen früher nicht erkannt wurde, liegt möglicherweise daran, dass das Wort amor in frühmittelalterlichen Texten fälschlicherweise generell mit „Liebe“ und nicht mit „körperlicher Begierde“ übersetzt oder z B. als materielles Interesse des Mannes an einer reichen Frau gedeutet wurde. Noch im England des 11. Jahrhunderts konnten Frauen wie Sachen gekauft werden. Vor dem 12. Jahrhundert hat sich tatsächlich kein Text erhalten, den man zur Liebeslyrik zählen könnte.

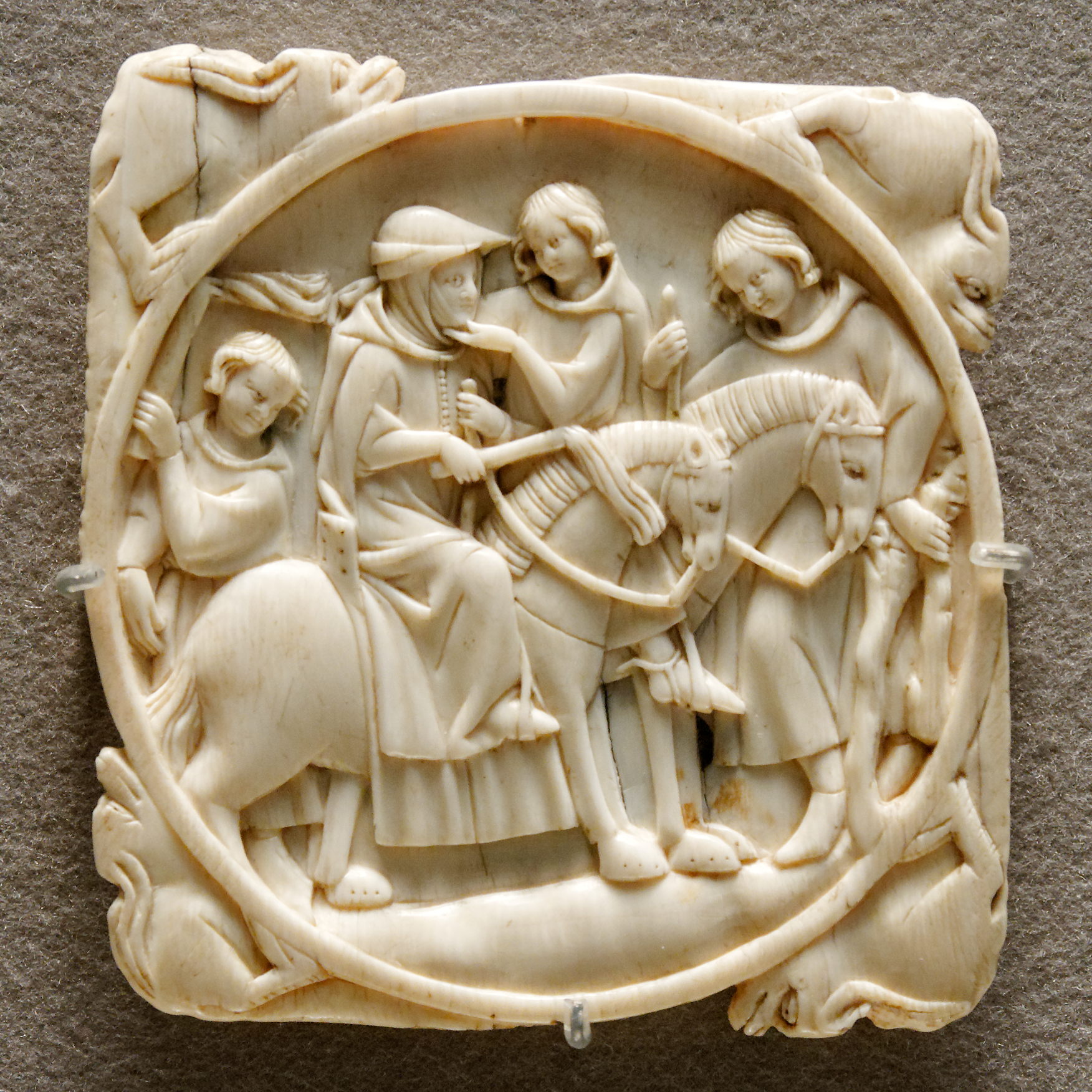
Reitendes Paar (Elfenbein. Pariser Werkstatt, erstes Drittel des 14. Jahrhunderts) im Louvre

Erst die hochmittelalterliche Mystik mit ihrer Idee der liebenden Gottesbegegnung und der Christusliebe (so bei Hugo von St. Viktor und Richard von St. Viktor) bereitete auch den Weg für die irdische Liebe. Dies spiegelte sich in der Wiederentdeckung antiker Stoffe von Liebespaaren und in ersten Liebesromanen, z. B. im Artusritterroman von Chrétien de Troyes, der auch die deutsche Epik beeinflusste. Die Tendenz der Wiederentdeckung der Liebe betraf zunächst jedoch nur die Oberschichten.

### Renaissance, Reformation, Frühkapitalismus
Mit der Renaissance weitete sich der Diskurs über die Liebe aus; gleichzeitig wurde die sinnliche Liebe wieder in ihr Recht eingesetzt. Die geistlich verordnete Enthaltsamkeit mit Askese, Zölibat und Virginität wurde zurückgedrängt. Die Reformation brachte in Deutschland geradezu eine Sexualrevolution hervor. Luther bezog die Geschlechtlichkeit des Menschen mit in den Schöpfungsglauben ein. Er sah in der Liebe eine Naturmacht, nicht etwas, das im Belieben des Menschen steht. Seine Konzeption bindet die Befriedigung der Sinnlichkeit und die seelische Liebe in die Ehe ein; doch blieb die Vorstellung der Sündigkeit der Liebe erhalten, da sie aufgrund der Sünde Adams nicht mehr rein sei („Erbsünde“). Die Liebe bestehe nicht mehr aus der reinen Hingabe, sondern im Lustgewinn am Anderen. Eine Folge dieser Auffassung der Liebe als Selbstzweck war die Ausbreitung der freien Liebe neben der gebundenen. In gehobenen Schichten wurde der vor- und zwischeneheliche Geschlechtsverkehr üblich. Seit dem 14. Jahrhundert nahm auch die Prostitution zu.
In der Zeit der Expansion kapitalistischer Geldwirtschaft erschien die Trias von Liebe, Ehe und Sinnlichkeit nur noch schwer realisierbar, wofür der Roman Moll Flanders von Daniel Defoe beispielhaft steht. Das Aufkommen von Heiratsanzeigen 1695 in England signalisierte die Kommerzialisierung der Ehe. Erotik und Emotionen wurden tendenziell zur Ware.

### Höfische Kultur, Klassik und Romantik
An den Höfen entstand seit etwa 1500 eine neue ausgehaltene Frauenschicht: die der Kurtisanen. Sie galten zunächst als illegitime Liebesdienerinnen, doch ihre zunehmende öffentliche Anerkennung befreite diese Art illegitimer Liebesbeziehung von ihrem Makel. Die oft hochgebildeten Kurtisanen wie etwa Ninon de Lenclos wurden sogar zu Sozialmodellen vieler Frauen der gehobenen Stände und beeinflussten oft auch die Politik. Die Institutionalisierung des Kurtisanentums führte zum von der Kirche geduldeten Mätressentum.
In der von der höfischen Kultur des Absolutismus geprägten französischen Klassik stieg die Liebe „zum höchsten Rang unter den tragischen, der alltäglichen Wirklichkeit entzogenen Gegenständen“ auf. Auch im deutschen Sturm und Drang wurde die absolute, besitzergreifende Liebe – nunmehr auch zwischen Bürgerlichen – überhöht und erhielt eine „tragische Würde“. Erst im realistischen französischen Sittenroman und der Comédie larmoyante des 18. Jahrhunderts (zuerst bei Pierre-Claude Nivelle de La Chaussée, der in seinen Werken die strikte Trennung zwischen Tragödie und Komödie aufhob) erhielt die Liebe eine Beziehung zur Lebenswirklichkeit der meisten Menschen, verlor jedoch dadurch ihre tragische Würde.
Eine zentrale Rolle spielt der Liebesbegriff in der europäischen Romantik (ca. 1795–1848), zugespitzt etwa bei Friedrich Hölderlin, in dessen Diotima-Roman Hyperion (1797/1799) das Ideal einer vollkommenen Liebe (als restlose Verschmelzung mit dem Liebesobjekt), die der Autor als Heilmittel gegen Entfremdung konzipiert, so hoch aufgehängt wird, dass reale Liebesbeziehungen niemals zustande kommen.
In späteren Literaturepochen ist diese romantische Überhöhung der Liebe vielfach kritisiert worden, etwa bei D. H. Lawrence:

“You love fucking all right: but you want it to be called something grand and mysterious, just to flatter your own self-importance. Your own self-importance is more to you, fifty times more, than any man, or being together with a man.”

„Klar liebst du es zu ficken: aber du willst, dass es als etwas Grandioses und Mysteriöses bezeichnet wird, nur um deiner Selbstherrlichkeit zu schmeicheln. Deine eigene Selbstherrlichkeit bedeutet dir viel mehr, fünfzigmal mehr, als jeder Mann oder das Zusammensein mit einem Mann.“

### Bürgerliche Literatur im 19. Jahrhundert
Gut erforscht ist die Liebeskonzeption in der bürgerlichen Literatur des 19. Jahrhunderts. So plädiert etwa E. Marlitt in ihren Romanen für das Konzept der Liebesehe, hat dabei aber keineswegs die amour passion im Sinne, die sich über soziale Schranken hinwegsetzt, sondern eine vernünftige Liebe, die sich eher an den Tugenden des Partners als an der Einzigkeit seiner Person selbst orientiert. Ihre Protagonistinnen lieben zum ersten Mal in ihrem Leben, und die Romane implizieren, dass diese Liebe auch ihre einzige bleiben wird – selbst dann, wenn sie keine Verwirklichung in der Ehe fände.

## Liebe in Religionen

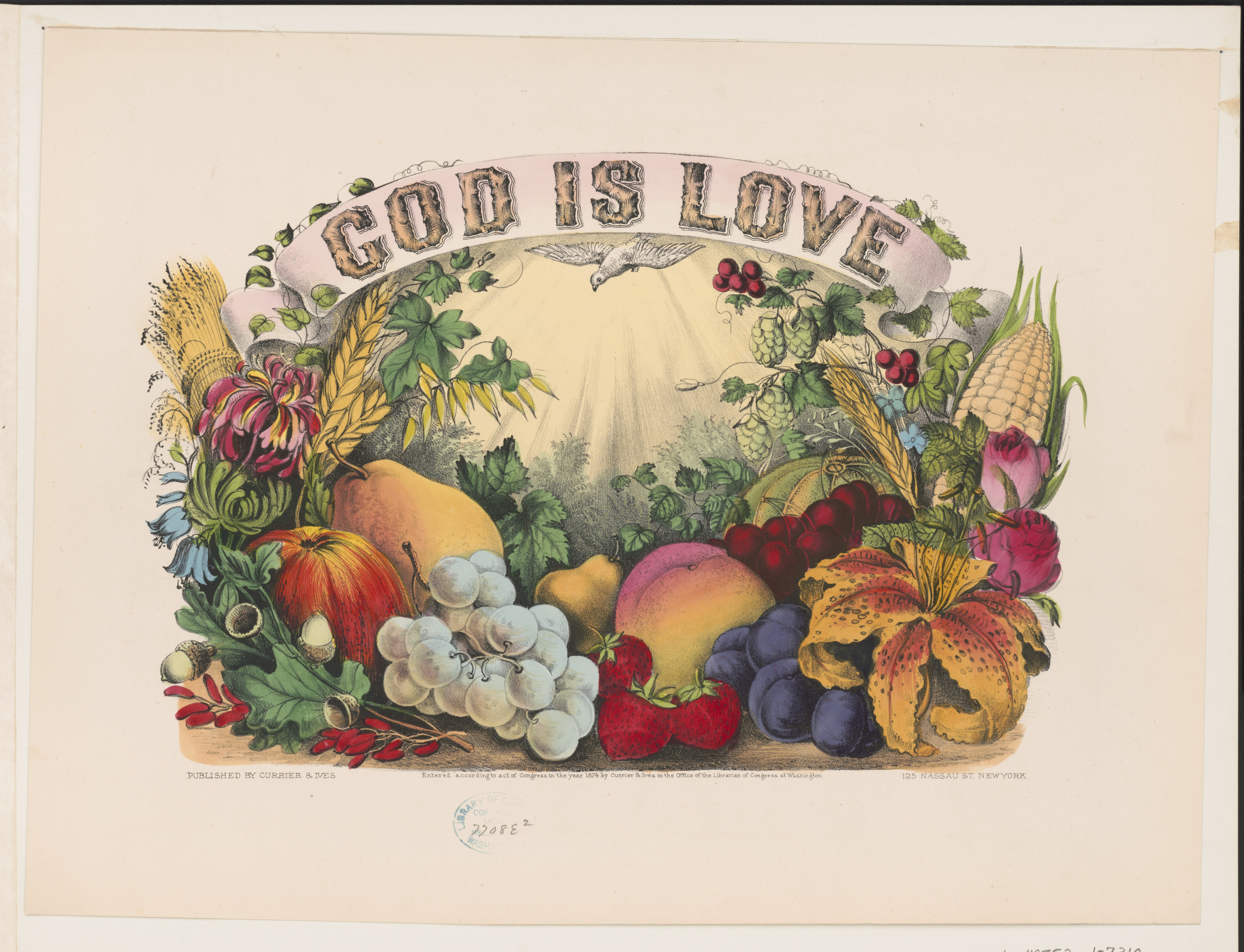
Kunstdruck God is love (dt.: „Gott ist Liebe“) von Currier & Ives, ca. 1874

In ausgebildeten polytheistischen Religionen, die sich von einer Umwandlung vieler Lokalgottheiten zu einem ‚arbeitsteiligen‘ Pantheon fortentwickelt hatten, wurden oft besondere (meist weibliche) Gottheiten der Liebe verehrt. So gab es im antiken Griechenland die Göttin Aphrodite und ihren Sohn Eros, bei den Römern die Göttin Venus und ihren Sohn Amor.
Die monotheistischen Religionen haben ausgehend von der Gottesliebe ausgefeilte Theologien der Liebe entwickelt (Siehe auch die davon abgeleiteten Vorstellungen von Nächstenliebe und Karitas). Die Allliebe Gottes ist eine seiner Eigenschaften; da aber auch Zorn oder Eifersucht zu seinen Eigenschaften zählen, hat die Theologie hier ein komplexes Arbeitsfeld. Im griechischen Neuen Testament ist Liebe die erste Frucht des Heiligen Geistes. Die Kirche unterscheidet nach Platon zwischen Agape und Eros (siehe oben). Papst Benedikt XVI. widmete seine erste Enzyklika Deus caritas est, dem Thema Liebe.
Selbst in der negativen Theologie, wie auch in der Mystik, wird als einzige Aussage über das Unsagbare in der Regel dennoch die Feststellung Gott ist die Liebe anerkannt; vgl. dazu auch die natürliche Theologie.

### Judentum
Im Hebräischen ist אהבה (ahava) der am häufigsten verwendete Begriff für zwischenmenschliche Liebe und Liebe zwischen Gott und Gottes Schöpfungen. So spricht etwa das Alte Testament von Gottes inniger Liebe zu seinem Volk Israel (Hos 3 ; 11 ; Dtn 7,7–8 ) und auch zu Einzelnen (wie etwa Salomo).
Chesed, oft übersetzt als liebende Güte, wird verwendet, um viele Formen der Liebe zwischen Menschen zu beschreiben. Das Gebot, andere Menschen zu lieben, ist in der Thora gegeben, die besagt: „Liebe deinen Nächsten wie dich selbst“ (Lev 19,18 ). Das Gebot der Thora, Gott zu lieben „mit ganzem Herzen, mit ganzer Seele und mit ganzer Kraft“ (Dtn 6,5 ) wird von der Mischna (einem zentralen Text des jüdischen mündlichen Gesetzes) als Hinweis auf gute Taten, die Bereitschaft, sein Leben zu opfern, anstatt bestimmte schwere Übertretungen zu begehen, die Bereitschaft, seinen gesamten Besitz zu opfern, und die Dankbarkeit gegenüber dem Herrn trotz Not genommen (Traktat Berachoth 9:5). Die rabbinische Literatur unterscheidet sich darin, wie diese Liebe entwickelt werden kann, z. B. durch die Betrachtung göttlicher Taten oder das Zeugnis der Wunder der Natur. Was die Liebe zwischen den Ehepartnern betrifft, so wird sie als ein wesentlicher Bestandteil des Lebens angesehen: „Seht das Leben mit der Frau, die ihr liebt“ (Koh 9,9 ). Das biblische Buch Hohelied Salomos gilt als romantisch formulierte Metapher der Liebe zwischen Gott und seinem Volk, liest sich aber in seiner einfachen Lesart wie ein Liebeslied. Der Rabbiner Eliyahu Eliezer Dessler aus dem 20. Jahrhundert definiert in seinem Michtav me-Eliyahu die Liebe als „Geben ohne zu erwarten“.

### Christentum
Für Christen ist Liebe ein oder sogar das Kernthema des Glaubens:
Den synoptischen Evangelien zufolge bestätigt Jesus eine bereits im Judentum existierende Sicht, dass als höchstes Gebot das Doppelgebot der Liebe gelten muss. So heißt es z. B. bei Matthäus (Mt 22,37-39 ): „Du sollst den Herrn, deinen Gott, lieben von ganzem Herzen, von ganzer Seele und von ganzem Gemüt (Deut 6,5 ). Dies ist das höchste und erste Gebot. Das andere aber ist dem gleich: Du sollst deinen Nächsten lieben wie dich selbst (Lev 19,18 ).“
Der Apostel Paulus verherrlichte die Liebe als die wichtigste Gabe von allen, die auch dann noch fortbesteht, wenn es auf der Welt keine prophetische Rede, keine Erkenntnis und keine Rede in neuen Zungen mehr geben wird, weil das Vollkommene gekommen ist. Im berühmten Hohelied der Liebe (1 Kor 13,4–7 ) beschreibt er sie im Detail:
- Liebe ist geduldig („langmütig“).
- Sie ist freundlich.
- Sie neidet („eifert“) nicht. (i. S. v. Eifersucht: ζηλόω ἡ ἀγάπη)
- Sie treibt keine vorsätzliche Boshaftigkeit („Mutwillen“).
- Sie prahlt nicht, bzw. sie ist nicht stolz. („Sie bläht sich nicht auf.“)
- Sie ist nicht unhöflich („ungehörig“).
- Sie ist nicht selbstsüchtig („sucht nicht das Ihre“).
- Sie ist nicht leicht verärgert („lässt sich nicht erbittern“).
- Sie hält keine Aufzeichnungen über Unrecht („rechnet das Böse nicht zu“).
- Sie erfreut sich nicht an Ungerechtigkeit.
- Sie freut sich an der Wahrheit.
- Sie erträgt alles. (στέγω ‚aushalten, schützen, bedecken‘)
- Sie vertraut („glaubt alles“).
- Sie hofft alles.
- Sie duldet alles. (ὑπομένω ‚„dahinter stehen“ – fest stehen, aushalten, bewahren‘)

Der Apostel Johannes schrieb: „Denn also hat Gott die Welt geliebt, dass er seinen eingeborenen Sohn gab, auf dass alle, die an ihn glauben, nicht verloren werden, sondern das ewige Leben haben. Denn Gott hat seinen Sohn nicht in die Welt gesandt, dass er die Welt richte, sondern dass die Welt durch ihn gerettet werde.“ (Joh 3,16–17 ). Johannes schrieb auch: „Ihr Lieben, lasst uns einander lieb haben; denn die Liebe ist von Gott, und wer liebt, der ist aus Gott geboren und kennt Gott. Wer nicht liebt, der kennt Gott nicht; denn Gott ist Liebe.“ (1. Joh 4,7–8 ) Augustinus sagt, dass man in der Lage sein muss, den Unterschied zwischen Liebe und Lust zu entschlüsseln. Lust, so der heilige Augustinus, ist ein übermäßiger Genuss, aber lieben und geliebt werden ist das, was er sein ganzes Leben lang gesucht hat. Er sagt sogar: „Ich war in die Liebe verliebt.“ Der Einzige, der dich wirklich und vollkommen lieben kann, ist Gott, weil die Liebe zu einem Menschen nur Fehler wie „Eifersucht, Misstrauen, Angst, Wut und Streit“ zulässt. Nach dem heiligen Augustinus bedeutet die Liebe zu Gott „den Frieden zu erlangen, der dir gehört“. Augustinus betrachtet das Doppelgebot der Liebe in Matthäus 22 als das Herz des christlichen Glaubens und die Interpretation der Bibel.
Christliche Theologen sehen Gott als Quelle der Liebe, die sich in den Menschen und ihren eigenen Liebesbeziehungen widerspiegelt. Der einflussreiche christliche Theologe C.S. Lewis schrieb ein Buch mit dem Titel The Four Loves. Benedikt XVI. schrieb seine erste Enzyklika über „Gott ist Liebe“. Er sagte, dass ein Mensch, geschaffen nach dem Bild Gottes, der Liebe ist, fähig ist, Liebe zu praktizieren, sich Gott und anderen zu schenken (agape) und die Liebe Gottes in der Kontemplation (eros) zu empfangen und zu erfahren. Dieses Leben der Liebe ist für ihn das Leben der Heiligen wie Teresa von Kalkutta und der Seligen Jungfrau Maria und ist die Richtung, die Christen einschlagen, wenn sie glauben, dass Gott sie liebt.
Und so lehrte Papst Franziskus: „Wahre Liebe ist Liebe und sich selbst lieben zu lassen … was in der Liebe wichtig ist, ist nicht unsere Liebe, sondern sich von Gott lieben zu lassen.“ Für ihn ist der Schlüssel zur Liebe „… nicht unsere Tätigkeit. Es ist die Aktivität der größten und der Quelle aller Kräfte im Universum: der Gottes.“
Im Christentum wird die praktische Definition der Liebe am besten vom heiligen Thomas von Aquin zusammengefasst, der die Liebe als „zum Wohl des Anderen“ oder zum Wunsch nach Erfolg des Anderen definiert hat. Dies ist die Erklärung für das christliche Bedürfnis, andere zu lieben, einschließlich ihrer Feinde. Wie Thomas Aquinas erklärt, ist die christliche Liebe durch das Bedürfnis motiviert, andere im Leben erfolgreich zu sehen, gute Menschen zu sein.
Was die Liebe zu den Feinden betrifft, so wird Jesus im Matthäusevangelium in Kapitel 5 zitiert:

„Du hast gehört, dass gesagt wurde: ‚Liebe deinen Nächsten und hasse deinen Feind.‘ Aber ich sage euch, liebt eure Feinde und betet für die, die euch verfolgen, damit ihr Kinder eures Vaters im Himmel werdet. Er lässt seine Sonne über dem Bösen und dem Guten aufgehen und sendet Regen über die Gerechten und Ungerechten. Wenn du diejenigen liebst, die dich lieben, welche Belohnung bekommst du dann? Machen das nicht mal die Steuereintreiber? Und wenn Sie nur Ihre eigenen Leute begrüßen, was tun Sie dann mehr als andere? Machen das nicht mal Heiden? Seid also vollkommen, wie euer himmlischer Vater vollkommen ist.“

Tertullian schrieb über die Liebe zu den Feinden: „Unsere individuelle, außergewöhnliche und vollkommene Güte besteht darin, unsere Feinde zu lieben. Seine Freunde zu lieben ist gängige Praxis, seine Feinde nur unter Christen zu lieben.“

### Islam
Die Liebe umfasst die islamische Sicht des Lebens als universelle Bruderschaft, die für alle Gläubigen gilt. Unter den 99 Namen Gottes (Allah) gibt es den Namen Al-Wadud, oder „der Liebende“, der sowohl in Sure 11:90 als auch in Sure 85:14 zu finden ist. Gott wird auch am Anfang jedes Kapitels im Koran als Ar-Rahman und Ar-Rahim bezeichnet, oder als der „Barmherzigste“, was bedeutet, dass niemand liebevoller, mitfühlender und gütiger ist als Gott. Der Koran spricht von Gott als „voller liebender Güte“.
Im Koran werden muslimische Gläubige ermahnt, alle Menschen, die sie nicht verfolgt haben, mit Birr oder „tiefer Güte“ zu behandeln, wie es in Sure 6:8-9 heißt. Birr wird auch im Koran verwendet, um die Liebe und Freundlichkeit zu beschreiben, die Kinder ihren Eltern zeigen müssen.
‘Ischq (عشق, DMG ‘išq ‚[göttliche] Liebe‘) ist auch der Schwerpunkt des Sufismus in der islamischen Tradition. Praktizierende des Sufismus glauben, dass die Liebe eine Projektion der Essenz Gottes auf das Universum ist. Gott will die Schönheit erkennen, und als ob man in einen Spiegel schaut, um sich selbst zu sehen, schaut Gott sich selbst in der Dynamik der Natur an. Da alles ein Spiegelbild Gottes ist, praktiziert die Schule des Sufismus, die Schönheit auch im scheinbar Hässlichen zu sehen. Der Sufismus wird oft als die Religion der Liebe bezeichnet. Gott im Sufismus wird in den Hauptbegriffen „der Liebende“ und „Geliebte“ genannt, wobei der letzte dieser Begriffe oft in der Sufi-Poesie zu finden ist. Ein gemeinsamer Standpunkt des Sufismus ist, dass die Menschheit durch die Liebe zu ihrer innewohnenden Reinheit und Gnade zurückkehren kann. Die Heiligen des Sufismus sind berüchtigt dafür, wegen ihrer Liebe zu Gott „berauscht“ zu sein.

## Liebe in der Wissenschaft

### Biologie und Physiologie
Der Begriff Liebe ist in der Biologie nicht definiert und damit keine biologische Kategorie. Allgemein ist es schwierig, emotionale Prozesse mit naturwissenschaftlicher Methodik zu bearbeiten, zumal die zu Grunde liegende Biochemie noch nicht ausreichend bekannt ist. Gesichert sind beim Menschen lediglich folgende Erkenntnisse:

#### Neurobiologie der Verliebtheit

Chemische Grundlage der Liebe

Neueren Untersuchungen des Gehirnstroms und Studien zufolge bewirkt Verliebtheit in Bereichen des menschlichen Gehirns, die auch für Triebe zuständig sind, die höchste Aktivität, was darauf schließen lässt, dass „das Gefühl“, das gemeinhin als Liebe (im Sinne von Verliebtheit) bezeichnet wird, in seinem biochemischen Korrelat einen starken Zusammenhang mit dem biologischen Trieb aufweist.
Die mitunter sehr lange anhaltenden Wirkungen der Verliebtheit (Limerenz) deuten aber auch auf neuroendokrine Prozesse hin, die dem Phänomen zugrunde liegen. Das würde sich auch in das Entstehungsfeld einfügen, das in der Sexualität zu suchen ist, die ihrerseits maßgeblich der neuroendokrinen Steuerung des Zwischenhirns unterliegt. Dabei spielen nicht zuletzt die endogenen Opiate des Hypophysenzwischenlappens eine Rolle.
Verliebt sich ein Mensch, so sorgen verschiedene Botenstoffe für Euphorie (Dopamin), Aufregung (Adrenalin), rauschartige Glücksgefühle und tiefes Wohlbefinden (Endorphin und Cortisol) sowie erhöhte sexuelle Lust (Testosteron sinkt bei Männern, steigt bei Frauen). Umgekehrt können Momente, in denen man nicht mit der geliebten Person zusammen ist, als sehr schmerzlich bis hin zur Verzweiflung empfunden werden. Auch Sexualduftstoffe (Pheromone) werden vermehrt abgegeben. Diese Art von Pheromonkrater basiert auf der Idee, dass Menschen wie Tiere Pheromone durch Schweiß freisetzen können. Menschen, deren Immunsystem möglichst anders ist als unseres, müssen geruchlich besonders attraktiv für uns sein, was eine gute Voraussetzung für gesunden Nachwuchs ist. Hingegen sinkt der Serotoninspiegel stark ab, wodurch der Zustand der Verliebtheit in diesem Punkt eine Ähnlichkeit mit vielen psychischen Krankheiten aufweist. Das trägt dazu bei, dass Verliebte sich zeitweise in einem Zustand der „Unzurechnungsfähigkeit“ befinden können, sich dabei zu irrationalen Handlungen hinreißen lassen und Hemmschwellen abbauen. Nach einiger Zeit (wenige Monate) gewöhnt sich der Körper an diese Dosen und ganz allmählich (laut WHO maximal nach 24 bis 36 Monaten) beendet das Gehirn diesen sensorischen „Rauschzustand“.

#### Evolutionsbiologie der Liebe
Das vertiefte Gefühl der Liebe ist aus evolutionsbiologischer Sicht möglicherweise im Zusammenhang mit der Sexualität und der Brutfürsorge entstanden, wobei die Liebe ein stabilisierender Faktor auch für die Partnerwahl und damit die Paarbeziehung über längere Zeiträume sein kann. Es sind zwar bei vielen Tierarten monogame Paarbeziehungen bekannt (zum Beispiel auch bei den Graugänsen von Konrad Lorenz), aber ob, bzw. in welchen Fällen hierbei von Liebe gesprochen werden kann, ist eine unbeantwortete Frage.

### Psychologie und Psychiatrie

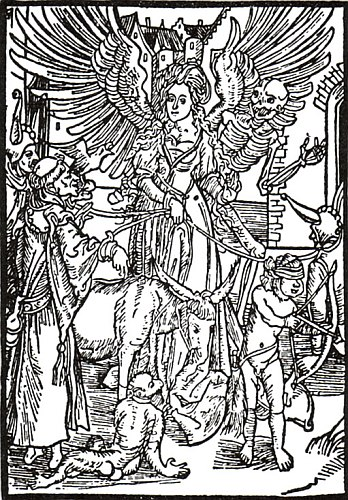
Darstellung aus dem Narrenschiff: Cupido schießt blind, der Tod grüßt.

Die Psychologie beschäftigt sich mit den zahlreichen Spielarten der Liebe und des Liebesentzuges. Aus psychoanalytischer Sicht ist die Liebe „ein Versuch, den Idealzustand des bedingungslosen Akzeptiertwerdens, das heißt einer vollständigen narzißtischen Befriedigung, wiederzuerlangen. Er ist jedoch ebensowenig wiederzuerlangen, wie es unmöglich ist, in das Paradies zurückzukehren, aus dem wir vertrieben wurden. Diesen paradiesischen Zustand gab es einmal wirklich, nämlich in der frühen Kindheit. Was wir in der Liebe unbewußt wünschen, ist, das erste Entzücken unserer Mutter über uns wiederzuerleben, das heißt das verlorene Paradies wiederzugewinnen.“
Nach Auffassung der Evolutionspsychologen werden Frauen und Männer bei der Partnerwahl von Vorlieben regiert, die sich über Millionen von Jahren von unseren Vorfahren auf uns weitervererbt haben. Diese „Steinzeit-Psyche“ soll Frauen auf starke oder statushohe Beschützer-Typen reagieren lassen; Männer dagegen auf junge, hübsche Frauen. Schönheit gelte bei beiden Geschlechtern offenbar als Indiz für „gesunde Gene“, wie auch Humanethologen bestätigen. In diesem Zusammenhang wurde auch vielfach untersucht, was „Schönheit“ in diesem Zusammenhang bedeutet, welche körperlichen Merkmale für beide Geschlechter als attraktiv gelten („Durchschnittlichkeit“ als Ideal).
Die Psychiatrie befasst sich unter dem medizinischen Aspekt mit dem Phänomen. So wird zum Beispiel die Psychopathologie des „Liebeswahns“ im Zusammenhang mit paranoischen Vorstellungen diagnostiziert (vgl. Wahnsinn).

### Soziologie

#### Allgemeines
In soziologischen Forschungen werden häufig mit dem Thema Liebe verwandte Phänomene behandelt. Unter anderem wird auf Bedingungen der Partnerwahl oder die sozialpsychologische Bedeutung der Paartherapie eingegangen. Zudem wird Liebe innerhalb der Familiensoziologie aufgegriffen.
Es liegen in der Soziologie mindestens vier substantielle, thematisch einander eher ergänzende Ansätze zur Liebe vor. Sie betonen mehr oder weniger die auf Liebe bezogenen Aspekte von Kommunikation, Interaktion und Semantik. Demnach wird Liebe
1. als „Emotion“,[32]
2. als „Kulturmuster“,[33]
3. als „Intimsystem“[34] und
4. „nicht-kognitive Form kommunikativer Praxis“[35] definiert.

Liebe wird unter anderem als ein gesellschaftlich wirkendes Symbol für Interaktionen betrachtet (vgl. Symbolischer Interaktionismus) und auf seine soziale Funktion hin untersucht. Die Soziologie untersucht zahlreiche Einzelformen der Liebe, etwa die „romantische Liebe“, die „Liebe“ im Bürgertum, die „Mutterliebe“, die „Vaterlandsliebe“ (oft als Ideologie), die Bezüge zwischen Liebe, Gewalt und Macht und andere mehr. Unter den zeitgenössischen Soziologen behandelt zum Beispiel Bálint Balla eingehend die Liebe in seiner Soziologie der Knappheit; Horst Herrmann untersucht die (geschlechtsspezifischen) Zusammenhänge von Liebe und Gewalt sowie die gesellschaftlich wirkenden Modelle heutiger Liebesbeziehungen. Auch hat die Soziologie angrenzende soziale Bräuche wie die Koketterie (Georg Simmel) oder den Flirt untersucht.

#### Systemtheoretische Ansätze
Die Systemtheorie nahm eine einschneidende Begriffsverengung vor, indem sie Liebe neu als eine „gesellschaftliche Semantik“ bzw. als Code des Miteinander-Umgehens definierte. So formulierte Niklas Luhmann in Liebe als Passion (1982) romantische Liebe als ein Phänomen der Moderne, welches seine Grundlegung vor allem im Bürgertum des 18. Jahrhunderts erfährt.
Liebe fungiert – nach Luhmann – in der heutigen funktional ausdifferenzierten Gesellschaft in erster Linie als „symbolisch generalisiertes Kommunikationsmedium“, das unwahrscheinliche Kommunikation wahrscheinlich machen soll. Die Gesellschaft differenziert sich immer stärker in einzelne Teilbereiche. Jedes Individuum ist nicht mehr nur in einem Bereich, zum Beispiel der Familie verwurzelt, sondern in vielen Teilbereichen, etwa Freizeit oder Beruf. Es ist auch immer nur zu einem Teil verortet und bewegt sich ständig zwischen verschiedenen Bereichen hin und her. Aufgrund dieser kommunikativen „Polykontextualität“ erschwere sich die identitätsbildende Interaktion.

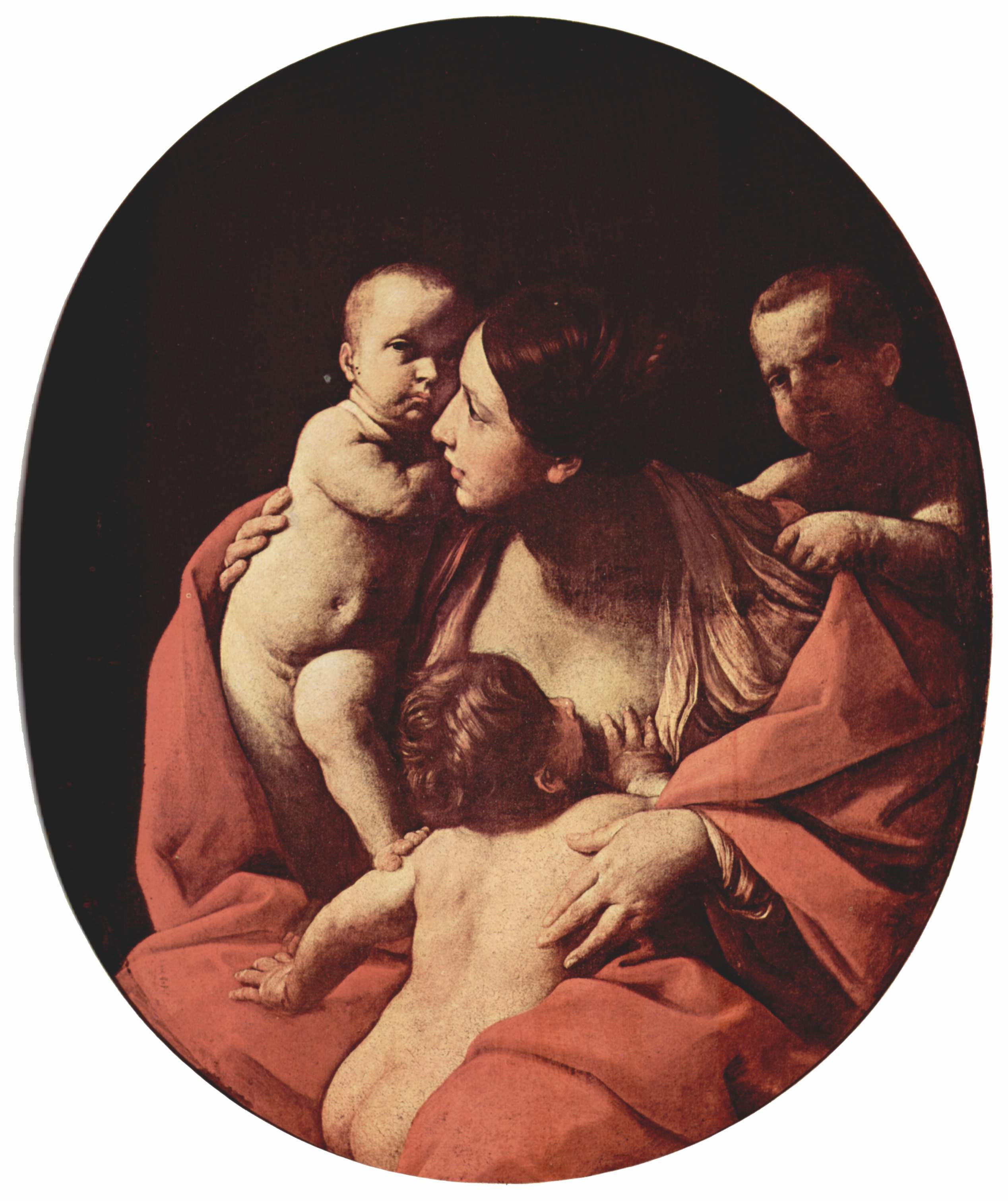
Guido Reni, Caritas (1604/07). Die Allegorie der fürsorgenden Liebe kann unter anderem die mütterlich-familiäre Liebe meinen

Dem Einzelnen fällt es vor diesem Hintergrund zunehmend schwerer, sich selbst zu bestimmen. Hinzu kommt, dass diese Individualität und Identität im kommunikativen Austausch mit anderen bestätigt werden muss. Diese „höchstpersönliche“ Kommunikation nimmt in einer derart ausdifferenzierten Gesellschaft aber ständig ab, denn zum einen wird durch die Vielzahl an Rollen in den beschriebenen Teilbereichen (zum Beispiel als Tochter, Sekretärin, Freizeitseglerin etc.) dort auch nur unpersönliche Kommunikation erfahren und zum anderen begreift sich der Mensch als Individuum, also etwas Besonderes, Einzigartiges, anders als die Anderen. Angesichts dieser Entwicklung ist es nicht nur schwierig, miteinander in Kontakt zu treten, es wird auch schwierig, einander überhaupt noch zu verstehen bzw. die Motivation zu finden, sich auf einen doch so Besonderen, Anderen einzulassen. Genau dieses Problem zu bewältigen ist – in dieser Theorie – Aufgabe der Liebe. Der Systemtheoretiker Peter Fuchs definiert Liebe daher als „wechselseitige Komplettannahme im Modus der Höchstrelevanz“. Liebe als Kommunikationsmedium motiviert dazu, sich dem Anderen unter Ausblendung von Idiosynkrasien in seiner „Ganzheit“ zu nähern und nicht unter der verengenden Perspektive des jeweiligen Sozialsystems (zum Beispiel als Freizeitsegler). Durch diese Komplettannahme entsteht eine wechselseitige Bestätigung des „Selbst-Seins“ und des jeweiligen „Weltbezugs“.
Liebe, bzw. genauer das Intimsystem, das im Medium Liebe operiert, ist eine Vorform des Sozialsystems Familie, dem grundlegende gesellschaftliche Funktionen zukommen (nämlich Reproduktion und Sozialisation). Des Mediums Liebe bedarf es, da unwahrscheinliche Ereignisse (zwei Menschen begegnen sich unter Millionen anderen und begründen und stabilisieren ein Zusammenleben) erwartbar gemacht werden müssen. Liebe ist also wie Geld oder Macht ein sogenanntes Steuerungsmedium, das die Chance auf das Eintreffen unwahrscheinlicher Sinnzumutungen steigert. Überraschend ist dabei jedoch, dass Intimsysteme auf dem paradoxen, komplexen und sehr täuschungsempfindlichen Medium Liebe basieren.

### Weitere soziologische Aspekte
Wesentlich ist im sozialen Kontext die Unterscheidung zwischen der einseitigen und der gegenseitigen Liebe. Erstere hat ihren Spezialfall in der im Volksmund sogenannten unglücklichen Liebe (vgl. Liebeskummer).
Viele Bezeichnungen für Fachgebiete sind, ebenso wie eine Reihe anderer Begriffe, auf dem Präfix phil- aufgebaut, das für Liebe steht. Hierzu zählen insbesondere die Philosophie (ursprünglich: Liebe zur Weisheit) und die Philologie (ursprünglich: Liebe zu Sprachen). Die Philatelie sei stellvertretend für andere Sammelleidenschaften genannt, der Name Philipp („Philhippos“, verschiedene Schreibweisen) bedeutet „Pferdeliebhaber“.

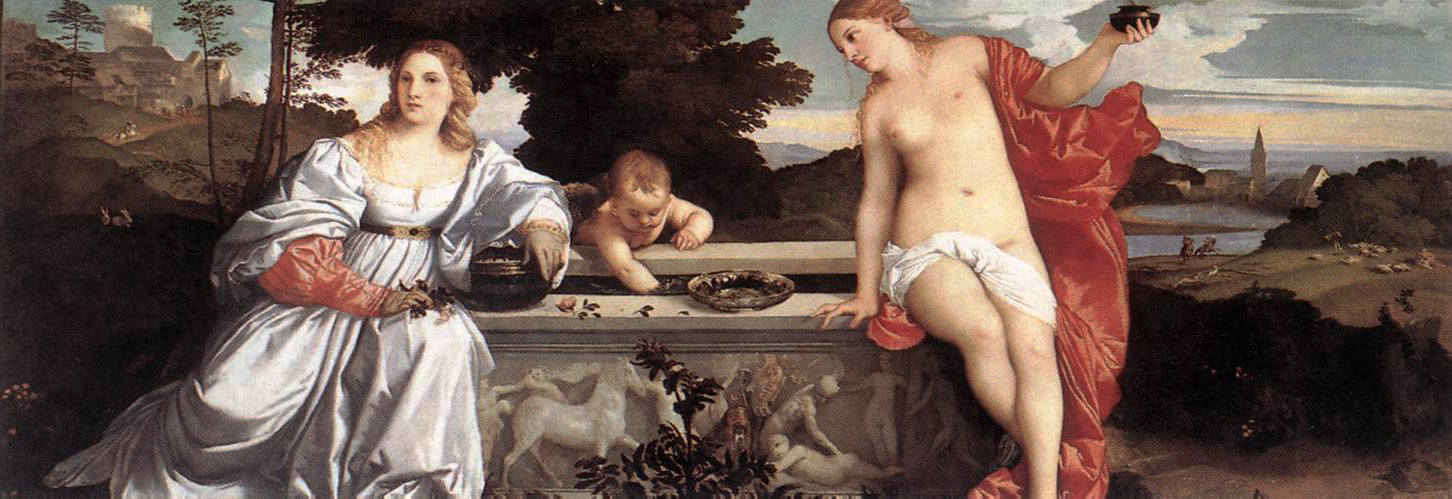
Tizian, Himmlische und irdische Liebe (1515)

Einen christlichen Standpunkt innerhalb der Existenzphilosophie vertritt Gabriel Marcel in Sein und Haben: Der Mensch existiere ursprünglich nicht in der Abgrenzung, sondern in der Teilhabe am Mitmenschen und göttlichen Sein. In dieser Seinsteilhabe verwirkliche sich die Liebe, die sich vorbehaltlos öffne, wenn der Mensch dessen in innerlicher Hingabe gewahr werde.
Seit Harry Harlow (siehe Literatur: Psychologie) seinen Bericht über die Untersuchungen an Affenjungen veröffentlicht hat (Das Wesen der Liebe), lässt sich diskutieren, ob Liebe auch von Tieren empfunden und erlebt werden kann. Sein Konzept von der Liebe ist allerdings eher positivistisch orientiert, denn Liebe sei ein Gefühl der Haut, indem sie sich eben vorwiegend über die Berührung zweier Lebewesen realisiere.

## Liebe in der Literatur

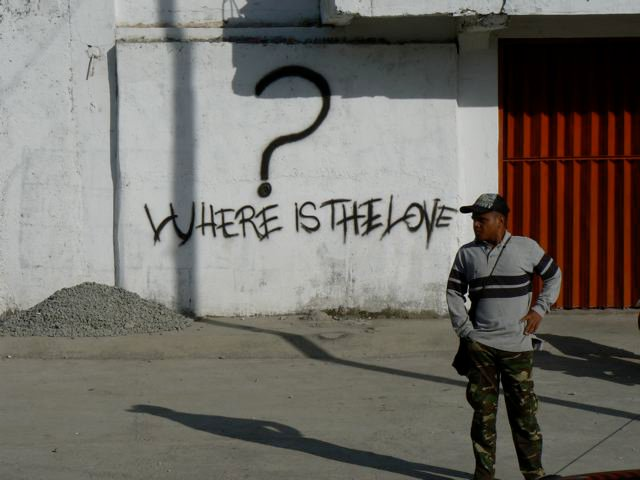
Graffito in Osttimor

Wanders Deutsches Sprichwörter-Lexikon bietet zu Liebe, Liebeli, Liebelei, Liebeln, Lieben, Liebende usw. ca. tausend Sprichwörter. Auch in der medizinischen Fachliteratur erscheinen die Liebe und deren Folgen (etwa der „Liebeskummer“) seit der Antike. In zahlreichen Sprachen wurde und wird das Thema Liebe aufgenommen (siehe auch Liebeslyrik). Das klassische Liebesdrama schlechthin ist William Shakespeares Romeo und Julia. In der sogenannten Trivialliteratur ist besonders der sogenannte Liebesroman zu erwähnen.

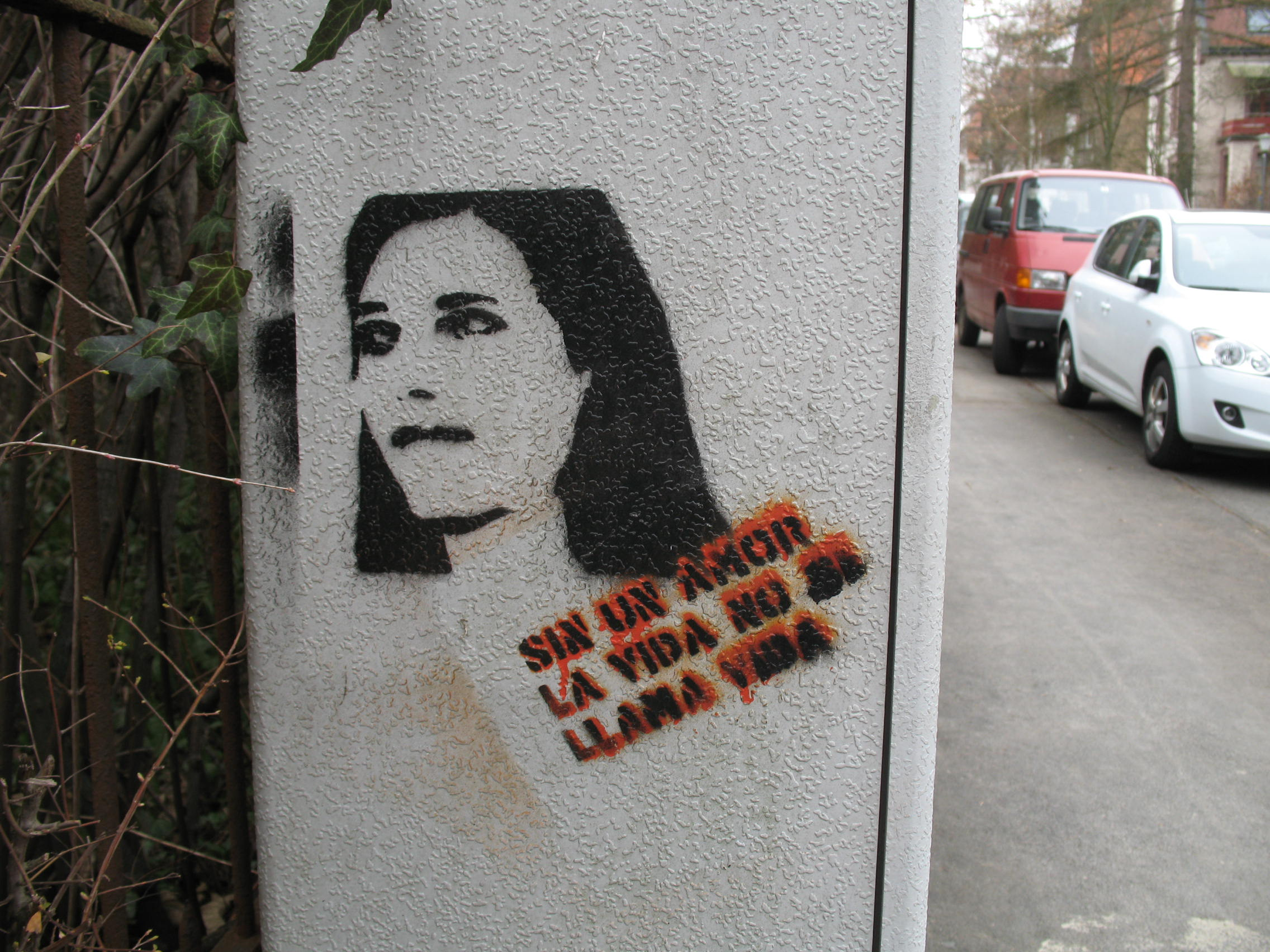
Streetart in Niedersachsen Sin un amor la vida no se llama vida (sinngemäß „ohne Liebe ist das Leben nicht wert, Leben genannt zu werden“)

Minnesang bzw. Minnedichtung reflektierten programmatisch unerfüllte Liebe, priesen die Angebetete oder schilderten erotische Erlebnisse (ab Mitte des 13. Jahrhunderts).
Die Schäferdichtung war eine beliebte Literaturgattung der europäischen Renaissance und des Barock in der Tradition der Bukolik. Sie entwickelte sich ursprünglich aus der Schäferei, einer höfischen Rollendichtung, die durch die Verschmelzung von lyrisch-musikalischen Elementen, Prosa, Dialogen und kunstvollen Versen gekennzeichnet war und das Hirtenleben idealisierte. Ein beliebtes Thema ist der Bericht von einer spröden, abweisenden Geliebten, der ein Liebender gegenübersteht, der ihr völlig ausgeliefert ist, sich nach ihr verzehrt und, unter Umständen sogar krankhaft leidet. Gefühle wie unerfüllte Liebe, Lobgesänge auf eine Schäferin, Wehmut in Anbetracht einer schöneren Vergangenheit oder einer verlorenen Heimat zählen zu den typischen Gegenständen der künstlerischen Darstellung.

## Liebe in der Musik
In der Musik ist Liebe seit jeher das dominanteste aller Themen. Dazu gehören neben Balladen und romantischer Musik im Allgemeinen besonders auch Liebeslieder. In der Populären Musik kann, was die Massentauglichkeit des Themas betrifft, die Loveparade genannt werden. Die Rockband Sonic Youth hat 1986 mit dem Album Evol auf die Bedeutung der rückwärts gelesenen Schreibweise mit dem Anklang an evil (böse) aufmerksam gemacht. 1975 erschien der Song Love Is the Drug der Rockband Roxy Music um einen der bekanntesten „Ladies men“ der Rockszene, Bryan Ferry. John Miles hat 1976 den Song Music mit der Zeile „Music was my first love and it will be my last“ veröffentlicht. Singer/Songwriter wie Leonard Cohen (Songs of Love and Hate, 1971) und Avantgarde-Bands wie die New Age Steppers (Love Forever, 1981; Some Love als Coverversion von Chaka Khan, 1978/1983) oder Depeche Mode (Freelove, 2001) haben weithin beachtete Songs und Alben zum Thema verfasst. So auch die deutsche Band Der Plan mit Ich Liebe Dich von 1986. Auf der ersten Public Image Ltd. ist mit Fodderstompf ein Song erschienen, in dem über eine Strecke von fast acht Minuten ausschließlich der Satz „We only wanted to be loved“ kommentiert wird. Der Disco beschäftigt sich fast ausschließlich mit den Themen Liebe und Tanz. So zum Beispiel Donna Summers, von Giorgio Moroder produzierter, zu seiner Zeit skandalöser Song I Feel Love. Auch im Schlager ist die Liebe das Hauptthema. Im Kriegsjahr 1940 wurde von Marika Rökk das Lied Musik, Musik, Musik mit der Zeile „Ich brauche deine Liebe und Musik, Musik, Musik“ veröffentlicht. In Frankreich erschien 1969 der Chanson Je t’aime … moi non plus von Serge Gainsbourg, Brigitte Bardot und Jane Birkin. Erwähnt werden können auch Elvis Presley mit Love Me Tender, die Beatles mit All You Need Is Love und Weiteren sowie die Bee Gees mit How Deep Is Your Love. Im Country, der sich weithin mit Lovesongs befasst, zum Beispiel Tammy Wynettes Stand By Your Man von 1968. In der Musik der Hippies spielte das Thema eine hervorragende Rolle, etwa in Yummy Yummy Yummy der Bubblegum-Band Ohio Express aus dem gleichen Jahr. Bereits im Jahr 1965 wurde die etwas später sehr erfolgreiche Psychedelic-Rock-Band Love gegründet. Im Jazz findet sich das Thema vielfach, 1947 erschien beispielsweise Nat King Coles Kemo Kimo mit dem Refrain „I Love You“. Ebenso bei Charles Mingus (Love Chant von 1956), Miles Davis, Ella Fitzgerald, Billie Holiday und vielen Weiteren.
In der Oper sind besonders Arien Ausdruck der Auseinandersetzung mit der Liebe. Zu den bekanntesten Opern, die sich mit Liebe befassen, zählen Wolfgang Amadeus Mozarts Don Giovanni, Richard Wagners Tristan und Isolde, Giuseppe Verdis La Traviata und Georges Bizets Carmen. Auch die Operette behandelt vorwiegend das Thema. Musicals beschäftigen sich ebenso oft damit. So zum Beispiel Dirty Dancing, Grease, die West Side Story oder Saturday Night Fever.
In der christlichen Musik werden vor allem die Gottesliebe und die Nächstenliebe besungen, wie beispielsweise in der Antiphon Ubi caritas oder in Das Liebesmahl der Apostel von Richard Wagner. Vereinzelt gibt es aber auch dort musikalische Umsetzungen der Partnerliebe, etwa in Joseph Haydns Oratorium Die Schöpfung das Liebesduett Holde Gattin, dir zur Seite zwischen Adam und Eva.

## Liebe im Film
Im Film haben sich ebenfalls etliche Filmemacher mit dem Thema beschäftigt. Zu den klassischen Liebesfilmen gehören Es war einmal, Casablanca, Vom Winde verweht, Der letzte Tango in Paris und Titanic. Avantgarde-Filmemacher wie Monika Treut und Carl Andersen haben sich hauptsächlich mit dem Thema auseinandergesetzt. Der Liebesfilm ist wie der nahestehende Porno ein Genre, das inzwischen auf Art einer Massengenreproduktion bedient wird.

## Liebe in der bildenden Kunst

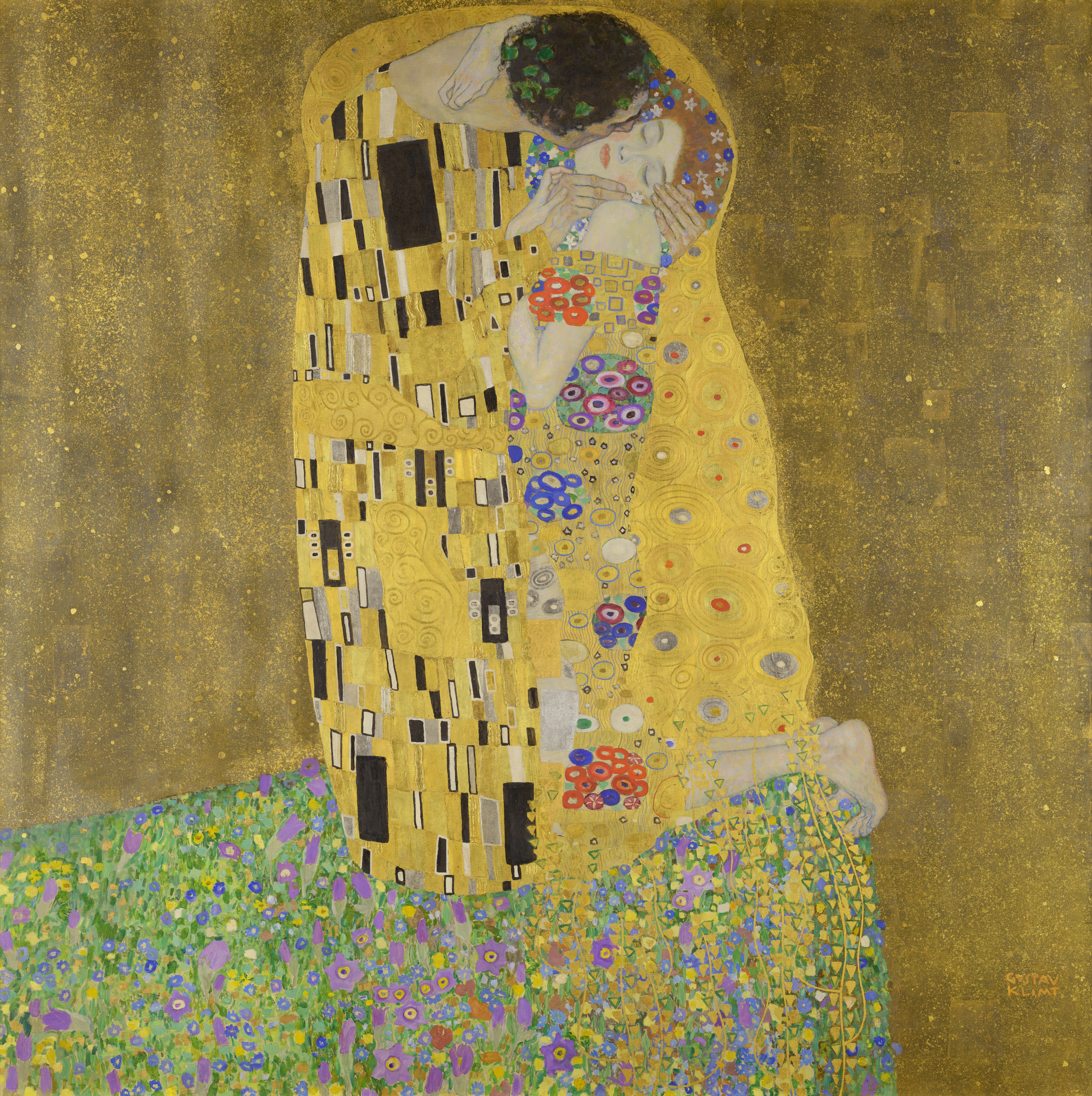
Gustav Klimt: Der Kuss – Liebespaar (1909)

Auch in der bildenden Kunst ist Liebe ein wichtiges Thema. So mit Gustav Klimts Der Kuss. Ebenso hat die Liebe ihren Platz bei Rembrandt, Pablo Picasso und vielen Weiteren, wie René Magritte mit der Serie Die Liebenden von 1928. Von Sandro Botticelli bis Auguste Rodin findet sich das Liebesmotiv, in der Gegenwartskunst zum Beispiel bei Keith Haring oder Banksy.

### Allgemeines
- Marsilio Ficino: Über die Liebe oder Platons Gastmahl. 3. Auflage. Meiner, Hamburg 1994, ISBN 3-7873-1189-0.
- Erich Fromm: Die Kunst des Liebens. 59. Auflage. Ullstein, München 2001, ISBN 3-612-26745-0.
- Josef Pieper: Über die Liebe. 7. Auflage. Kösel, München 1992, ISBN 3-466-40131-3.
- Werner Schüßler / Marc Röbel (Hrsg.): LIEBE – mehr als ein Gefühl. Philosophie – Theologie – Einzelwissenschaften. Schöningh, Paderborn 2016, ISBN 978-3-506-78513-8.
- Platon: Das Gastmahl. Reclam, Ditzingen 1986, ISBN 3-15-000927-8.
- Max Scheler: Wesen und Formen der Sympathie. Bouvier, Bonn 1999, ISBN 3-416-02910-0.
- C.S. Lewis: Was man Liebe nennt: Zuneigung, Freundschaft, Eros, Agape. 7. Auflage. Brunnen, Basel 2004, ISBN 3-7655-3266-5.
- Stendhal: Über die Liebe. 6. Auflage. Insel, Frankfurt am Main 1989, ISBN 3-458-31824-0.
- José Ortega y Gasset: Über die Liebe. Meditationen. Dtv, München 1993 u.ö., ISBN 3-423-19025-6.
- Paulus von Tarsus: Hohelied der Liebe (1. Korinther 13).

### Philosophie
- Roland Barthes: Fragments d’un discours amoureux. Seuil, Paris 1977. In deutscher Übersetzung: Fragmente einer Sprache der Liebe. Suhrkamp, Frankfurt am Main 2005, ISBN 3-518-38086-9. Zitate von Roland Barthes.
- Axel Honneth: Liebe und Moral. Zum moralischen Gehalt affektiver Bindungen. In: Axel Honneth: Das Andere der Gerechtigkeit. Aufsätze zur praktischen Philosophie. Suhrkamp, Frankfurt am Main 2000, ISBN 3-518-29091-6, S. 216 ff.
- Martha Nussbaum: Konstruktion der Liebe, des Begehrens und der Fürsorge. Drei philosophische Aufsätze. Reclam, Stuttgart 2002.
- Harry Frankfurt: The Reasons of Love. Princeton University Press, 2004.
  - dt. Übers.: Gründe der Liebe. Suhrkamp, Frankfurt am Main 2005, ISBN 978-3-518-73772-9.
- Kai Buchholz (Hrsg.): Liebe. Ein philosophisches Lesebuch. Goldmann Verlag, München 2007, ISBN 978-3-442-07756-4.
- Umberto Galimberti, Die Sache mit der Liebe. Eine philosophische Gebrauchsanweisung. C. H. Beck, München 2007, ISBN 978-3-406-54791-1.
- Yudit Kornberg Greenberg: Encyclopedia of Love in World Religions. ABC-Clio, 2007, ISBN 978-1-85109-980-1.
- Maik Hosang: Liebe in Zeiten des Klimawandels. Phänomen Verlag, Hamburg 2008, ISBN 978-3-933321-72-5.
- Stascha Rohmer, Liebe – Zukunft einer Emotion. Karl Alber, Freiburg/München 2008, ISBN 978-3-495-48317-6.
- Richard David Precht, Liebe. ein unordentliches Gefühl. Goldmann, München 2009, ISBN 978-3-442-31184-2.
- Wilhelm Schmid: Die Liebe neu erfinden. Suhrkamp, Frankfurt am Main 2010, ISBN 978-3-518-42203-8. (Rezension: dradio.de, Deutschlandfunk, Andruck, 1. November 2010, Annette Brüggemann: Zwischen Endlichkeit und Unendlichkeit.)
- Mari Ruti, ‘’The Summons of Love.’’ Columbia University Press, New York 2011, ISBN 978-0-231-15816-9.
- Srećko Horvat, Die Radikalität der Liebe. Laika-Verlag, Hamburg 2016, ISBN 978-3-944233-54-3.

### Psychologie
- Karl Grammer: Signale der Liebe. Dtv, München 1995, ISBN 3-423-30498-7.
- Robert A. Johnson: Traumvorstellung der Liebe. Der Irrtum des Abendlandes. 3. Auflage. Walter, Olten u. a. 1988, ISBN 3-530-40391-1.
- Peter Lauster: Die Liebe. Psychologie eines Phänomens. 35. Auflage. Rowohlt, Reinbek bei Hamburg 2004, ISBN 3-499-17677-7.
- Harry Harlow: Das Wesen der Liebe. In: Otto M. Ewert (Hrsg.): Entwicklungspsychologie. Band 1. Kiepenheuer & Witsch, Köln 1972, S. 129–135.
- Nadine Bauers: Psychologische Aspekte der Liebe. Neuere Befunde. jmb Verlag, Hannover 2016, ISBN 978-3-944342-86-3.
- Frank Tallis: Der unheilbare Romantiker und andere Geschichten aus der Psychotherapie. Aus dem Englischen von Liselotte Prugger. btb, Gütersloh 2019.

### Soziologie und Kulturgeschichte
- Georges Bataille: Die Erotik. Matthes & Seitz, München 1994, ISBN 3-88221-253-5.
- Ulrich Beck, Elisabeth Beck-Gernsheim: Das ganz normale Chaos der Liebe. Suhrkamp, Frankfurt am Main 1990
- Ulrich Beck, Elisabeth Beck-Gernsheim: Fernliebe. Lebensformen im globalen Zeitalter. Suhrkamp, Frankfurt am Main 2011.
- Christoph Egen: Zur Sozio- und Psychogenese der romantischen Liebesvorstellung in westeuropäischen Gesellschaften. Cuvillier, Göttingen 2009, ISBN 978-3-86955-199-9.
- Werner Faulstich (Hrsg.): Liebe 2000. Konzepte von Liebe in der populären Kultur heute. Wissenschaftler-Verlag, Bardowick 2002, ISBN 3-89153-034-X.
- Peter Fuchs: Liebe, Sex und solche Sachen. Zur Konstruktion moderner Intimsysteme. UVK, Konstanz 1999, ISBN 3-87940-663-4.
- Anthony Giddens: The transformation of intimacy. Sexuality, love, and eroticism in modern societies. Polity Press, Cambridge 2001, ISBN 0-7456-1012-9, ISBN 0-7456-1239-3. (Nachdruck, 1. Auflage. 1992)
- Doris Guth, Heide Hammer (Hrsg.): Love me or leave me. Liebeskonstrukte in der Populärkultur. Campus Verlag, Frankfurt am Main / New York 2009.
- Kornelia Hahn, Günter Burkart (Hrsg.): Liebe am Ende des 20. Jahrhunderts. Studien zur Soziologie intimer Beziehungen. Leske + Budrich, Opladen 1998.
- Karl Otto Hondrich: Liebe in den Zeiten der Weltgesellschaft. Suhrkamp, Frankfurt am Main 2004.
- Şeyda Kurt: Radikale Zärtlichkeit. Warum Liebe politisch ist. HarperCollins 2021,  ISBN 978-3-7499-0114-2.
- Eva Illouz: Der Konsum der Romantik. Liebe und die kulturellen Widersprüche des Kapitalismus. Suhrkamp, Frankfurt am Main 2007, ISBN 978-3-518-29458-1. (orig. 1997)
- Eva Illouz: Warum Liebe weh tut. Eine soziologische Erklärung. Suhrkamp, Frankfurt am Main 2011.
- Eva Illouz: Warum Liebe endet. Eine Soziologie negativer Beziehungen. Suhrkamp, Berlin 2018, ISBN 978-3-518-58723-2.
- Jean-Claude Kaufmann: Der Morgen danach. Wie eine Liebesgeschichte beginnt. UVK, Konstanz 2004. (im frz. Orig. 2002)
- Henk J. Koning: Die Freundesliebe in Holteis Kriminalroman Schwarzwaldau (1856). In: Leszek Dziemianko, Marek Halub (Hrsg.): Karl von Holtei (1798–1880). Leben und Werk. Fragestellungen – Differenzierungen – Auswertungen. Leipzig 2011 (= Schlesische Grenzgänger. Band 3), S. 100–121.
- Svjetlan Lacko Vidulić: Lieben heute. Praesens Verlag, Wien 2007, ISBN 978-3-7069-0389-9.
- Annemarie Leibbrand-Wettley, Werner Leibbrand: Formen des Eros. Kultur- und Geistesgeschichte der Liebe. (= Orbis academicus. Sonderbände 3/1-2). 2 Bände. Alber, Freiburg / München 1972, ISBN 3-495-47256-8.
- Regina Mahlmann: Was verstehst du unter Liebe? Ideale und Konflikte von der Frühromantik bis heute. Wiss. Buchgesellschaft / Primus Verlag, Darmstadt 2003, ISBN 3-89678-468-4.
- Yvonne Niekrenz, Dirk Villányi (Hrsg.): LiebesErklärungen. Intimbeziehungen aus soziologischer Perspektive. VS Verlag, Wiesbaden 2008.
- Paul Ridder: Sonette gegen Liebesschmerz. Bibliotherapie in der Medizingeschichte. Verlag für Gesundheitswissenschaften, Greven 2008, ISBN 978-3-9807065-6-8.
- Christian Schuldt: Der Code des Herzens. Liebe und Sex in den Zeiten maximaler Möglichkeiten. Eichborn, Frankfurt am Main 2004, ISBN 3-8218-5592-4.
- Kurt Starke: Nichts als die reine Liebe. Beziehungsbiographien und Sexualität im sozialen und psychologischen Wandel. Pabst, Lengerich u. a. 2005

### Speziell zur romantischen Liebe als Kulturphänomen
- R. Baron, S. Zeki: The neural basis of romantic love. In: NeuroReport. Band 11, 2001, S. 3829–3834.
- Karl Lenz: Soziologie der Zweierbeziehung. Eine Einführung. 2. Auflage. Westdeutscher Verlag, Wiesbaden 2003, ISBN 3-531-33348-8.
- Niklas Luhmann: Liebe als Passion. Zur Codierung von Intimität. 7. Auflage. Suhrkamp, Frankfurt am Main 2003, ISBN 3-518-28724-9.
- Niklas Luhmann: Liebe. Eine Übung. Hrsg. von André Kieserling. Suhrkamp, Frankfurt am Main 2008.
- Francis E. Merrill, Mabel A. Elliott: Der Romantische Fehlschluss. In: B. Kuchler, S. Beher (Hrsg.): Soziologie der Liebe. Suhrkamp, Berlin 2014, S. 338–363.
- Hartmann Tyrell: Romantische Liebe – Überlegungen zu ihrer „quantitativen Bestimmtheit“. In: D. Baecker et al. (Hrsg.): Theorie als Passion. Frankfurt am Main 1987, S. 570–599.